# Michał Heller

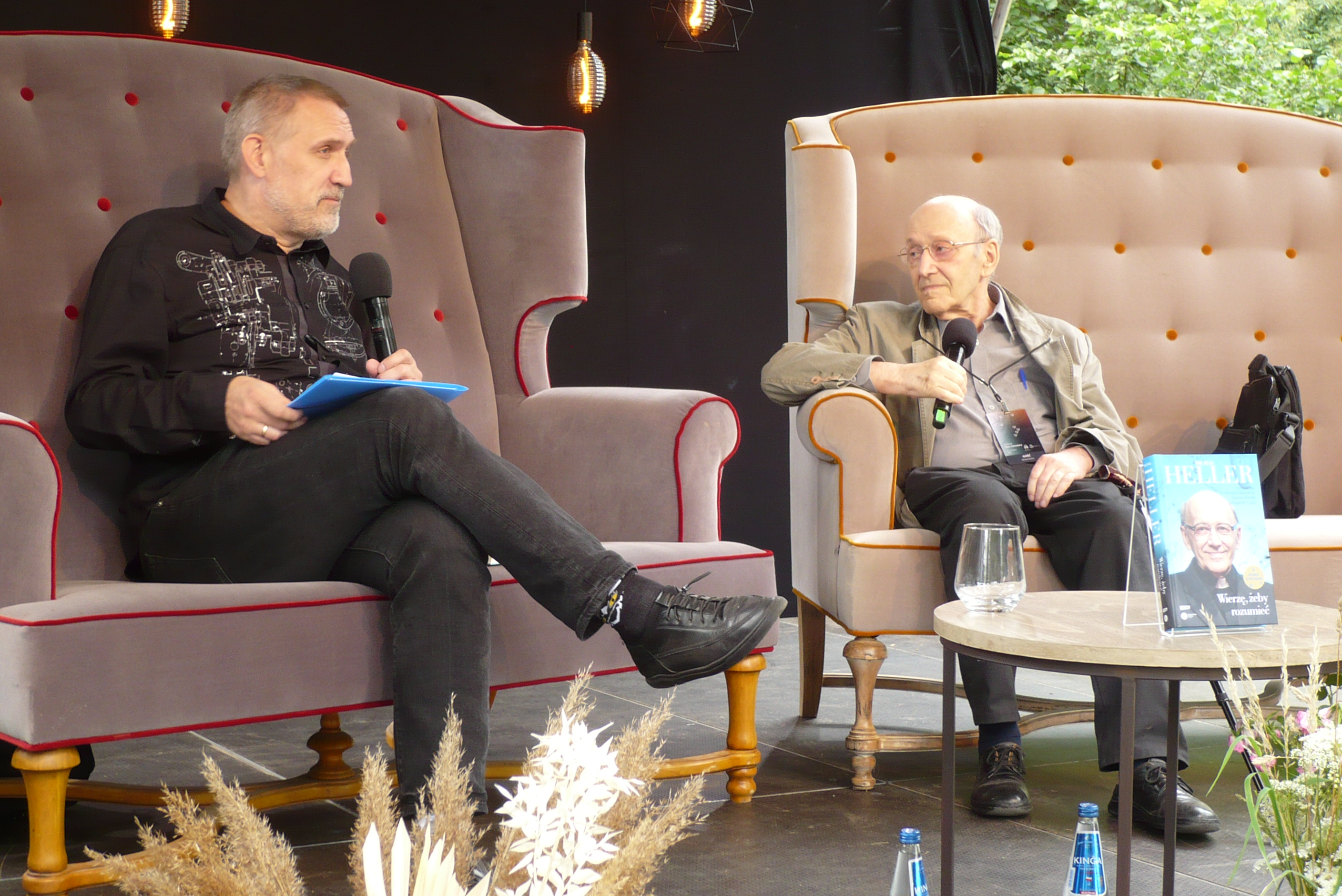
Wojciech Bonowicz, Michał Heller, VIII Festiwal Góry Literatury (2022)

Michał Kazimierz Heller (ur. 12 marca 1936 w Tarnowie) – polski duchowny katolicki, uczony i popularyzator nauki; kapłan w stopniu prezbitera, profesor zwyczajny, autor lub współautor przeszło 70 książek i laureat ponad 40 wyróżnień polskich i zagranicznych, w tym Nagrody Templetona i Orderu Orła Białego.
Michał Heller to fizyk teoretyk, filozof, teolog, historyk tych dyscyplin oraz matematyki. Wieloletni wykładowca Uniwersytetu Papieskiego Jana Pawła II (UPJP2) w Krakowie; pomysłodawca, fundator i pierwszy dyrektor Centrum Kopernika Badań Interdyscyplinarnych (CKBI), związanego z tą uczelnią i z Uniwersytetem Jagiellońskim (UJ); członek Papieskiej Akademii Nauk, Polskiej Akademii Umiejętności (PAU) oraz działającej w jej ramach Komisji Filozofii Nauk. Publikacje badawcze Hellera dotyczą głównie czterech dziedzin:
- jako fizyk teoretyk rozwijał głównie ogólną teorię względności Einsteina, zwłaszcza kosmologię relatywistyczną. Analizował m.in. zasadę Macha, zjawisko osobliwości czasoprzestrzennych, zastosowania geometrii nieprzemiennej do tych problemów i do kwantowania grawitacji, w tym do kosmologii kwantowej;
- jako filozof specjalizuje się w filozofii nauki, przyrody i religii, zwłaszcza w filozofii matematyki, fizyki i w relacjach nauka–wiara; zabierał przy tym głos na tematy, które można zaliczyć do ontologii, metafizyki, epistemologii i filozofii biologii. Broni platonizmu matematycznego, matematycznej struktury świata, poznawczego realizmu i filozofii w nauce – będącej w żywym kontakcie z naukami szczegółowymi. Uważa, że nauka i religia bywają w konflikcie, ale nie są nań skazane. Nie uznaje ich jednak za całkiem niezależne, gdyż jego zdaniem oddziałują na siebie poprzez twórcze napięcie. Heller zwalcza przy tym konkordyzm – nie wierzy w potwierdzenie wierzeń religijnych przez naukę; wielokrotnie krytykował apologetyczne interpretacje Wielkiego Wybuchu oraz hipotezy inteligentnego projektu;
- w teologii bronił koncepcji stworzenia ciągłego (łac. creatio continua), a kreacjonizm biologiczny krytykuje nie tylko jako pseudonaukę, ale i herezję manichejską;
- bada też dzieje nauki – zwłaszcza matematyki, fizyki i astronomii – oraz filozofii i teologii; głównie wzajemne oddziaływanie tych dyscyplin.

Wszystkie te dziedziny – fizykę z astronomią, filozofię, teologię i ich dzieje – zaczął popularyzować w latach 60., tworząc łącznie dziesiątki książek, setki artykułów i publicznych wystąpień. Opublikował też kilka dzieł homiletycznych – tomików swoich kazań.

## Życiorys

### Dzieciństwo i młodość
Rodzicami Michała Hellera byli Kazimierz i Zofia. Ojciec miał polsko-austriackie korzenie, pracował jako inżynier w Zjednoczonych Fabrykach Związków Azotowych w Mościcach k. Tarnowa. Matka Zofia była Polką urodzoną na Ukrainie, gdzie jej szlachecka rodzina posiadała ziemię. Z wykształcenia była nauczycielką. Po rewolucji październikowej w 1917 osiadła w Polsce, gdzie poznała swojego przyszłego męża. Oprócz Michała, małżeństwo Hellerów miało cztery córki oraz drugiego syna, który zmarł w pierwszym roku życia.
Uczony zaznacza, że wiele zawdzięcza ojcu. Mimo inżynierskiego zawodu był on też humanistą, artystą malarzem, poliglotą oraz intelektualistą katolickim. To stanowiło dla syna wzór wszechstronności i interdyscyplinarności. Kazimierz Heller miał w czasach międzywojennych kontakt z myślą neopozytywistyczną propagowaną przez Koło Wiedeńskie, z którym się jednak nie zgadzał. Podobny krytycyzm do tego nurtu widać u Michała Hellera. Ojciec mówił młodemu Michałowi o potrzebie duszpasterzy dla inteligencji.
Po wybuchu II wojny światowej rodzina Hellerów uciekła do Lwowa. W 1940 roku została stamtąd wysiedlona przez radzieckie władze na wschodnią Syberię. Wywieziono ich do Jakucji, w okolice Ałdanu, do obozu pracy przy wyrębie tajgi. Zostali potem uwolnieni, ale w latach 1941–1942 cierpieli głód. W 1944 zostali przesiedleni na południe Rosji, niedaleko Wołgi – do Urbachu w okolicach Saratowa. Heller poznał tam język rosyjski, w którym pozostał biegły przez całe życie. Siostra Michała, Maria Mierzyńska z d. Heller, opisała zesłanie ich rodziny w książce Nie pytajcie dlaczego.
Po powrocie do Polski (1946) podjął naukę w IV Liceum Ogólnokształcącym w Tarnowie. W 1953 roku zdał tam maturę.

### Kariera naukowa
Michał Heller ukończył Wyższe Seminarium Duchowne w Tarnowie. Święcenia kapłańskie przyjął 26 kwietnia 1959 z rąk bpa Karola Pękali, a następnie został wikariuszem w Ropczycach. Pracę magisterską, obronioną już po święceniach, napisał pod kierunkiem Stanisława Łacha; traktowała ona o egzegezie Księgi Rodzaju. W 1960 podjął dalsze studia na Wydziale Filozofii Katolickiego Uniwersytetu Lubelskiego. Obronił tam magisterium z filozoficznych interpretacji szczególnej teorii względności Einsteina. W 1966 roku obronił doktorat z kosmologii relatywistycznej promowany przez Stanisława Mazierskiego. Został wtedy wykładowcą logiki i filozofii nauki w macierzystym seminarium, a jednocześnie wolnym słuchaczem Wydziału Fizyki UJ. W 1969 roku uzyskał habilitację na podstawie
rozprawy Zasada Macha w kosmologii relatywistycznej. Od roku 1967 popularyzował też fizykę i astronomię w „Tygodniku Powszechnym”, a z jego artykułów powstała w 1970 pierwsza książka (Wobec Wszechświata).
Na początku lat 70. był jednym z założycieli Krakowskiej Grupy Kosmologicznej. Stworzyła m.in. czasopismo naukowe „Acta Cosmologica”, wydawane przez Obserwatorium Astronomiczne UJ od 1973, wyłącznie po angielsku. W 1972 został też docentem na Papieskim Wydziale Teologicznym (potem PAT). W 1976 po raz pierwszy wyjechał na Katolicki Uniwersytet w Louvain-la-Neuve (Belgia) jako visiting professor – dzięki stypendium zdobytemu przez Karola Wojtyłę.
W 1980 przebywał na stypendium na Catholic University of America w Waszyngtonie (USA). Od 1981 jest pracownikiem Watykańskiego Obserwatorium Astronomicznego w Castel Gandolfo i uczestniczył w organizowanych tam seminariach interdyscyplinarnych. W 1982 po raz drugi wyjechał na stypendium naukowe do Louvain-la-Neuve. W roku 1985 został profesorem nadzwyczajnym Wydziału Filozoficznego Papieskiej Akademii Teologicznej (obecnie UPJPII). Wraz z Józefem Życińskim założył tam Ośrodek Badań Interdyscyplinarnych i został jego dyrektorem. Przebywał na stypendiach naukowych w Oxfordzie, Cambridge i Leicester (Anglia) i w Bochum (Niemcy).
W 1990 został profesorem zwyczajnym PAT, a w 1994 prałatem honorowym Ojca Świętego.
W 2000 został pierwszym dziekanem Wydziału Teologicznego w Tarnowie. W 2008 roku jako pierwszy Polak został laureatem Nagrody Templetona, przyznawanej za pokonywanie barier między nauką a religią. Jednym z powodów przyznania miał być m.in. wzorowo przygotowany wniosek. Uroczystość wręczenia przez księcia Filipa odbyła się w Londynie 7 maja, dwa miesiące po ogłoszeniu. Dzięki nagrodzie został fundatorem i dyrektorem Centrum Kopernika Badań Interdyscyplinarnych (UPJP2-UJ), pod którego auspicjami działa też Copernicus Center Press.
W latach 1982–2007 kierował 21 przewodami doktorskimi, głównie z kosmologii i z filozofii nauki. Jego doktorantami byli m.in. Marek Biesiada (1991), Michał Kokowski (1997) i Tadeusz Pabjan (2007). Jego uczniami, współpracownikami i kontynuatorami są też m.in. Wojciech Grygiel i Bartosz Brożek.

### Życie prywatne
Michał Heller interesuje się lotnictwem oraz komputerowymi symulatorami lotów. Wakacje chętnie spędza na wędrówkach górskich. Lubi czytać kryminały. Unika gier umysłowych jak szachy i brydż.
Po otrzymaniu Nagrody Templetona w 2008 roku nadeszła męcząca fala wywiadów, wykładów i spotkań. Michał Heller doznał wtedy zawału serca.

## Badania naukowe

### Kosmologia klasyczna
Początkowo Michał Heller pracował nad klasyczną kosmologią relatywistyczną. Jego doktorat na KUL (1966) traktował o Koncepcji seryjnych modeli Wszechświata i jej filozoficznych implikacjach. Był recenzowany przez prof. Andrzeja Trautmana. Opisywał efekty podobne do kosmicznej inflacji. Habilitacja (1969) dotyczyła zasady Macha w kosmologii, a konkretniej niemożności jej spełnienia przez ogólną teorię względności Einsteina. Recenzował ją Jerzy Rayski i była podstawą dwóch publikacji.
W 1972 razem z Leszkiem Suszyckim i Zbigniewem Klimkiem opublikował pracę Imperfect fluid Friedmannian cosmology (Kosmologia Friedmana z płynem niedoskonałym) na łamach pisma „Astrophysics and Space Science”. W tych i innych pracach uczeni badali m.in. wpływ efektów lepkości na pojawianie się osobliwości kosmologicznych.
W 1987 Heller zastosował do problemu osobliwości teorię przestrzeni różniczkowych opracowaną przez Romana Sikorskiego. Następnie pracował z Wiesławem Sasinem nad wykorzystaniem ogólniejszych przestrzeni strukturalnych M. A. Mostowa oraz algebr Einsteina. Wreszcie w 1995, za namową Trautmana, skorzystał z geometrii nieprzemiennej Alaina Connes’a. Ta ostatnia rozwiązuje problem osobliwości w oryginalny sposób. Nie eliminuje ich, ale usuwa wyraźne rozróżnienie między punktami osobliwymi a nieosobliwymi. Rozwiązuje też problem w modelu Friedmana – zwijanie się osobliwości początkowej i końcowej do jednego punktu.
Heller jest też autorem specjalistycznych monografii – Teoretyczne podstawy kosmologii (1988, PWN) i Osobliwy Wszechświat (1991, PWN).

### Kosmologia kwantowa
W 1997 razem z Wiesławem Sasinem i Dominique’em Lambertem opublikował pracę Groupoid approach to noncommutative quantization of gravity (Grupoidowe podejście do nieprzemiennego kwantowania grawitacji). Z Wiesławem Sasinem, a także z Leszkiem Pysiakiem i Zdzisławem Odrzygóździem w latach 2005–2006 opublikowali model nieprzemiennego wszechświata, który też opiera się na geometrii nieprzemiennej. Eliminuje on lokalne pojęcia takie jak położenie, zdarzenie czy nawet indywidualna tożsamość ciał takich jak cząstki. Wyjaśnia paradoks EPR. W tym modelu splątanie kwantowe jest reliktem nieprzemiennej i nielokalnej ery Plancka. Geometria nieprzemienna rozwiązuje problem horyzontu bez kosmicznej inflacji, chociaż nie wyklucza tej ostatniej. Wyjaśnia też kwantowy postulat pomiaru Borna. Zdaniem Hellera model nieprzemienny spełnia zasadę Macha w najsilniejszym sensie. Wyłanianie się materii z geometrii to też realizacja programu geometrodynamiki Johna Wheelera.
Jednak nie wiadomo, czy ta albo jakakolwiek teoria kwantowej grawitacji usunie problem osobliwości. W geometrii nieprzemiennej nie opracowano też nieprzemiennego modelu kwantowego stworzenia z nicości analogicznego do modelu Hartle’a-Hawkinga. To podejście nowatorskie i alternatywne do teorii superstrun, pętlowej grawitacji kwantowej, prac Stephena Hawkinga czy Rogera Penrose’a. Heller określał etap rozwoju tego modelu jako bardzo wstępny, a sam model jako mało popularny. Wyraził jednak nadzieję, że ten program zdobędzie uznanie. Stwierdził możliwość konwergencji (zbieżności) różnych dróg do kwantowej grawitacji. W szczególności zwrócił uwagę, że niektórzy badacze superstrun zaczęli korzystać z geometrii nieprzemiennej.

### Historia i popularyzacja kosmologii
Heller badał też historię kosmologii w XX w. Pracował m.in. na Katolickim Uniwersytecie w Louvain, gdzie urzędował wcześniej wybitny kosmolog Georges Lemaître. Kilka lat po jego śmierci Heller uczestniczył w podsumowaniu jego prac i stworzeniu archiwum razem z Odonem Godartem. Dorobek naukowy Lemaître’a Heller opracował w osobnej książce Kosmologia Lemaître’a (1985).
Michał Heller popularyzował w licznych dziełach oraz wystąpieniach odkrycia i hipotezy współczesnej kosmologii. Poruszał zarówno zagadnienia teoretyczne, nad którymi sam pracuje, jak i napływające wciąż dane obserwacyjne. Zwraca uwagę na historyczny rozwój kosmologii, upadek teorii stanu stacjonarnego i ostateczne potwierdzenie Wielkiego Wybuchu przez obserwacje astronomiczne. Pisze też o społeczno-kulturowych aspektach kosmologii. Uważa ją za jedno z największych osiągnięć XX wieku.
Początkowo kosmologia była przedmiotem zainteresowania filozofii przyrody lub kwestią wiary. Wraz z wyodrębnieniem fizyki z filozofii w XVII w. spekulacje kosmologiczne nabrały charakteru bardziej naukowego, ale prowadziły głównie do paradoksów (jak Olbersa i Seeligera). Jeszcze na początku XX w. kosmologia stanowiła obszar graniczny nauki traktowany z nieufnością czy wręcz tabu. Przykładowo od lat 30. do lat 60. w ZSRR kosmologia była nauką zakazaną, bo uważano badanie Kosmosu za zadanie wyłącznie marksizmu. Jeszcze w czasie doktoratu na początku lat 60. Hellerowi odradzano zajmowanie się kosmologią jako dziedziną spekulatywną i bez przyszłości. Dopiero odkrycie kwazarów i mikrofalowego promieniowania tła wprowadziło kosmologię do głównego nurtu fizyki. Wcześniej była to dziedzina na tyle niszowa, że większość prac na ten temat mógł przestudiować i podsumować jeden człowiek – co Heller zrobił w Ewolucji kosmosu i kosmologii. Potem jednak eksplozja tej dyscypliny uczyniła to niemożliwym. Rozwój wiedzy o Wszechświecie sprawia też, że znaczenie słowa Kosmos rozszerzało się.
Filozoficzne, a nawet teologiczne opinie uczonych odgrywały dużą rolę w formułowaniu teorii i w interpretacji danych. Przykładowo wielu kosmologów preferowało zamknięte modele Wszechświata. Decydowała o tym nie tylko matematyczna prostota tych modeli. Einsteina motywowała filozofia Spinozy i zasada Macha. Lemaître wierzył, że Opatrzność stawia przed ludźmi Wszechświat możliwy do zrozumienia. Wreszcie Lee Smolin odwoływał się do pozytywizmu – pojęcie Wszechświata nieskończonego, a więc niepoznawalnego, ma być pozbawione empirycznego sensu.

## Poglądy filozoficzne
Michał Heller nie stworzył ani nie poparł żadnego całościowego systemu filozoficznego. Stwierdził, że przez rozrost ludzkiej wiedzy budowanie systemów jest skazane na porażkę; sprzeciwia się też fundacjonizmowi. W czasach studiów w tarnowskim seminarium przychylał się do tomizmu, ale potem na studiach doktoranckich na KUL rozczarował się nim w świetle wiedzy naukowej. Początkowo Heller uważał, że tomizm wymaga reformy, ale później uznał to za przedsięwzięcie karkołomne, tak że nie protestował przeciwko nazywaniu go „chrześcijańskim pozytywistą”. Do systemowego tomizmu nigdy nie wrócił, choć po latach docenił jego rolę w historii ludzkiej myśli.
Zamiast tego Heller zaproponował uprawianie filozofii w kontekście nauki i skupionej na konkretnych kwestiach. Samemu zabrał głos m.in. w historii filozofii, podkreślając jej związki np. z dziejami fizyki. Pisał też o realizmie poznania matematycznego i fizycznego oraz roli filozofii w powstawaniu nowych koncepcji naukowych, idąc w przeciwnym kierunku niż neopozytywizm. W późniejszych latach przeanalizował też interdyscyplinarne pojęcie przypadku – m.in. w matematyce, fizyce i biologii. Odwołał się tak do sporów wokół interpretacji ewolucji biologicznej i kosmicznej oraz celowości i sensu we Wszechświecie.
Heller uznał zbliżenie nauk ścisłych, filozofii i teologii za swoje największe osiągnięcie, ważniejsze od wyników w kosmologii.

### Relacje filozofii i nauki
Zdaniem Hellera filozofia i nauka od zawsze się przeplatały, współpracowały i ich silne rozgraniczanie lub ignorowanie jednej dyscypliny przez drugą ma złe skutki dla obydwu. Filozofia grecka odrzuciła mitologię, zostawiając miejsce dla wyjaśnień naukowych, oraz wytworzyła metody racjonalnej argumentacji. Zadała też podstawowe pytania: o arché, naturę ruchu czy budowę Wszechświata. Chociaż jej odpowiedzi na te pytania były chybione, to otworzyła nowy obszar badawczy i stworzyła specjalistyczne pojęcia: pierwiastka, materii, masy, przyczyny oraz ananke jako zalążek pojęcia logicznej konieczności czy prawa fizyki. Arystoteles miał też wkład do matematyki, budując logikę oraz rozróżniając dwa rodzaje nieskończoności: potencjalną i aktualną. W dłuższej perspektywie czasu prace Platona i Arystotelesa w pewnym stopniu opóźniły rozwój nauki. Były mniej skuteczną formą zdobywania wiedzy niż matematyczno-doświadczalna metoda znana już Archimedesowi, jednak to na ich gruncie potem powstała nauka nowożytna. Ta ostatnia była w dużym stopniu wskrzeszeniem metody Archimedesa.
Nauka uformowana w XVII w., głównie przez Galileusza i Newtona, była otwarta na różne filozoficzne interpretacje, a jej rozwój zależał od tych interpretacji. Przykład stanowi spór Newtona z Leibnizem o naturę przestrzeni i czasu, problem strzałki czasu albo późniejsze spory wokół związków szczególnej teorii względności z kantyzmem i operacjonizmem. Nauka wpłynęła też na filozofię i cały klimat intelektualny epoki, tworząc mechanicyzm, czyli materializm połączony z redukcjonizmem i determinizmem. W czasach nowożytnych nie tylko nauka wpływała na filozofię, ale wpływ odbywał się także w przeciwnym kierunku. Heller podkreśla, tak jak wielu historyków nauki, że filozofia Ernsta Macha (tzw. empiriokrytycyzm) opóźniła zaakceptowanie atomizmu. Z drugiej strony doprowadziła do sformułowania zasady Macha, która zainspirowała Einsteina do stworzenia ogólnej teorii względności, mimo że intelektualne drogi tych uczonych szybko się rozeszły. W dalszym ciągu Einstein uznawał jednak zasadę Macha i odwoływał się do niej w pierwszych pracach kosmologicznych. Jej fizyczny status wciąż jest problemem otwartym.
W XX w. mechanicyzm ostatecznie upadł. Przesądziła o tym zarówno filozoficzna krytyka – ze strony empiriokrytycyzmu – oraz kolejne odkrycia naukowe, zwłaszcza teoria względności i mechanika kwantowa. Miejsce mechanicyzmu zajęła nowa koncepcja – pozytywizm logiczny, który bardzo wąsko rozumiał zadanie filozofii. W zniekształconej i nieuświadomionej formie trafił do mentalności wielu naukowców, odcinających się stanowczo od filozofii i lekceważących ją. W II połowie XX w. także pozytywizm upadł zarówno z filozoficznych, jak i naukowych powodów. Obecnie obserwuje się ponowne zbliżenie filozofii oraz nauk ścisłych (por. sekcja Propozycja dialogu). Heller widzi w tym jednak pewne zagrożenie: jego zdaniem, naukowcy – zamiast ignorować pytania filozoficzne – zaczęli podejmować je, ale powierzchownie, bez przygotowania i w nieprofesjonalny sposób (por. sekcja Wiara odpowiedzią na wielkie pytania).
Próby oddzielania nauki i filozofii Heller ocenia negatywnie. Częściowo takim programem były postulaty koła wiedeńskiego, które odrzucały metafizykę czy aksjologię, jednak twórczo rozwijały epistemologię i filozofię nauki. Według Hellera, nauki ścisłe bez solidnej interpretacji bywają jałowe i nie rozumieją dobrze własnych źródeł ani metod. Również uprawianie filozofii w izolacji od nauk ścisłych może prowadzić do nonsensów. Przykładem jest tzw. romantyczna filozofia przyrody – jeden z nurtów idealizmu niemieckiego w XIX w. Bardziej współczesnym przykładem filozofii nienaukowej jest dla Hellera postmodernizm, kwestionujący racjonalność, wiarygodność nauki i siejący zamęt intelektualny. Próby stosowania irracjonalistycznej filozofii, np. Paula Feyerabenda, do godzenia nauki z wiarą Heller ocenia negatywnie, zgadzając się z Benedyktem XVI. Dla Hellera przykładem filozofii nienaukowej są także pewne nurty scholastyki jak neotomizm. Współcześnie jest nim też chrześcijański egzystencjalizm w ramach tzw. filozofii kontynentalnej. Przedstawiciele tych nurtów często nie potrafią odpowiedzieć na pytania ani zarzuty ze strony współczesnej nauki czy filozofii analitycznej, w skrajnych wypadkach nawet kwestionując jej odkrycia.

### Filozofia w nauce
Michał Heller popiera styl uprawiania filozofii, który nazywa filozofią w nauce. Nie jest ona filozofią nauki, lecz raczej współczesnym odpowiednikiem filozofii przyrody, dyscypliny filozoficznej rozwijanej od starożytności. Program ten realizuje Heller już od swojej pracy magisterskiej, poświęconej interpretacji szczególnej teorii względności. Filozof publikuje też prace o problemach interpretacyjnych kosmologii. Wypromował wiele doktoratów i habilitacji, zajmujących się nowoczesnymi dziedzinami jak filozofia czasu w szczególnej i ogólnej teorii względności czy filozofia mechaniki kwantowej. Filozofią w nauce zajmuje się też założony przez Hellera Ośrodek Badań Interdyscyplinarnych, pismo „Zagadnienia Filozoficzne w Nauce”, Centrum Kopernika i jego portal „Filozofia w Nauce”. Heller przyznaje, że OBI oraz pismo ZFN wzięły swój początek z Konwersatoriów Interdyscyplinarnych. Były to publiczne dyskusje w latach 80., organizowane przy współpracy z archidiecezją krakowską, mające swoje źródło w nieformalnych spotkaniach biskupa Karola Wojtyły z fizykami.
Heller uważa, że – mimo upadku neopozytywizmu, rozwinięcia filozofii nauki oraz zbliżenia się części uczonych do tej dziedziny – wciąż wielu naukowców ma nikłe pojęcie o filozofii i odwrotnie. Wielu filozofów, zwłaszcza w tradycji kontynentalnej, niewiele wie o naukach ścisłych, co prowadzi do nieporozumień i napięć. Stąd pilna potrzeba edukacji filozoficznej wśród szerokiego grona naukowców. Pierwszym krokiem tego typu ma być uruchomienie studiów Filozofia w nauce. Oprócz tego Heller jest autorem specjalnych podręczników Zagadnienia filozoficzne współczesnej nauki i Elementy filozofii przyrody (wraz z T. Pabjanem) . Są one kierowane do studentów filozofii, teologii i pokrewnych kierunków, aby przybliżyć im obraz współczesnej nauki, a także do ludzi fizyki i innych dziedzin ścisłych, aby przybliżyć im zagadnienia filozoficzne tych dyscyplin.

### Epistemologia i filozofia nauki
W metodologii nauki Heller proponuje użycie izomorfizmu jako stosowalności formalizmu matematycznego do opisu świata.
Matematyka jest eidetyczna, ponieważ operuje bytami, których istota jest do uchwycenia sama w sobie i może nadawać się do opisu w naukach społecznych i przyrodniczych.
Zdaniem Michała Hellera: „fundamentalna hipoteza, przyjmowana milcząco w samej metodzie współczesnych zmatematyzowanych nauk empirycznych głosi, że w materialnym świecie nie ma niczego, czego nie dałoby się opisać matematycznie. Na mocy tej hipotezy istotowość matematyki przenosi się na świat materialny. Nauki empiryczne są zatem również naukami eidetycznymi.”
Konsekwencje tezy Hellera brzmią następująco:
- interpretacje teorii naukowych muszą zawierać znaczące założenia ontologiczne,
- założenia ontologiczne pozwalają na tworzenie teorii zunifikowanych dających wyjaśnienie świata – sam formalizm matematyczny i dane empiryczne tego nie czynią,
- możliwe są różnorodne interpretacje ontologiczne, które zależą od wyboru systemu wartości interpretatora i nie podlegają ostatecznej argumentacji.

Aby przedrzeć się przez opis i interpretacje rzeczywistości dostępne w naukach do samej istoty rzeczy (inaczej eidos), Heller proponuje:
- rozważyć zbiory interpretacji dopuszczonych przez formalizmy matematyczne i przewidywania empiryczne teorii,
- znaleźć niezmienniki interpretacyjne – wspólne elementy struktur teoretycznych (strukturalizm interpretacyjny),
- elementy te mogą wskazywać na stałe cechy rzeczywistości[138].

Heller podkreśla, że nowożytna i współczesna metoda naukowa opiera się na przyjmowanych zazwyczaj milcząco „hipotezach roboczych”: częściowej poznawalności świata i metodologicznym naturalizmie. Oprócz tego uczeni bardzo często przyjmują dodatkowe założenia, które jednak nie są warunkami koniecznymi uprawiania nauki, jak istnienie zewnętrznego świata, jego uporządkowanie (zwłaszcza matematyczne) i realizm poznania naukowego.
Heller proponuje nieliniowy model rozwoju nauki. Jego zdaniem w pewnych okresach rozwój nauki jest przewidywalny i decydują o nim czysto racjonalne czynniki, jednak w innych – staje się nieprzewidywalny, przeważają czynniki zewnętrzne. Po długim czasie okazuje się jednak, że kierunek ewolucji w tych newralgicznych etapach nie jest przypadkowy, lecz wynika z pewnej logiki głęboko ukrytej w fundamentalnych pojęciach, poznawalnych dopiero później.
Jako przykład podaje ewolucję poglądów na ruch i czasoprzestrzeń. Przejście od fizyki Arystotelesa do tej Newtona, aż wreszcie Einsteina odbywało się przy udziale czynników historyczno-społecznych (por. sekcja „Relacje filozofii i nauki”). Jednak ich koncepcje czasoprzestrzeni można sformułować we współczesnym matematycznym języku wiązek włóknistych – z tej perspektywy widać przechodzenie do coraz prostszych i ogólniejszych wiązek, które być może było nieuniknione, wynikające ze struktury fundamentalnej Wszechświata (por. sekcja „Filozofia matematyki i matematyczność świata”).
Heller używa analogii do układów chaotycznych – w pewnych etapach ewolucji następują bifurkacje, czyli zwroty w kierunku stanów zwanych atraktorami. Jest to model pośredni między realistycznymi, internalistycznymi modelami Poppera i Lakatosa z jednej strony, a koncepcjami antyrealistycznymi, eksternalistycznymi Kuhna i Feyerabenda z drugiej.

### Filozofia matematyki i matematyczność świata
Michał Heller przychyla się do umiarkowanej formy platonizmu matematycznego. Nie twierdzi on – tak jak to robili Kurt Gödel, Roger Penrose i inni – że pojęcia, którymi posługują się matematycy (twierdzenia, dowody, równania itd.), istnieją obiektywnie, ponieważ widać w nich silny wpływ czynników społecznych i historycznych oraz filozoficznych. Nie twierdzi tym bardziej, jak Max Tegmark, że istnieje wyłącznie rzeczywistość matematyczna. Zamiast tego podkreśla, że uprawiając matematykę, człowiek nie jest w stanie w pełni podporządkować jej swojej woli. Np. do zniszczenia miasta wystarczy odpowiednio silna bomba, jednak na rozwiązanie trudnego problemu matematycznego nie wystarczy żadna siła. Heller odrzuca kontrargumenty mówiące o tym, że matematyka może być wyłącznie wytworem ludzkiego umysłu – jak u Kanta lub we współczesnych koncepcjach odwołujących się do psychologii ewolucyjnej. Owszem, ludzka znajomość matematyki jest wynikiem adaptacji, jednak adaptacja musi się odbywać względem zewnętrznego środowiska. Ono musi być przynajmniej w pewnym stopniu niezależne od człowieka i matematyczne, tak żeby wywołać w człowieku myślenie w ten sposób. W dodatku sama adaptacja i dobór naturalny to procesy probabilistyczne, a więc matematyczne. Ponadto Heller twierdzi, inaczej niż David Hume, że zależności przyczynowe we Wszechświecie istnieją, a dzięki powiązaniom matematycznym są w ogóle możliwe i poznawalne.
Świat ma zatem według Hellera strukturę matematyczną (matematyczność świata). Skuteczność matematyki do opisu świata oraz pewna niezależność, dyktująca wręcz kierunek rozwoju nauki, świadczy o istnieniu głębszej Matematyki. Oprócz tego postęp fizyki teoretycznej nierzadko wyprzedza doświadczenie. Współcześnie jest to wręcz regułą, bo współczesna metoda fizyki jest hipotetyczno-dedukcyjna, jak zauważyli Popper i przed nim Einstein, a nie indukcyjna. Czasami twórcze i poprawne konsekwencje modeli matematycznych pojawiają się wręcz wbrew intencji badaczy. Heller podaje przykład Einsteina, który z równań ogólnej teorii względności otrzymał najpierw poprawny, rozszerzający się model Wszechświata. Potem Einstein z własnych pobudek dopisał do równań stałą kosmologiczną, aby otrzymać rozwiązanie cylindryczne, jednak to model rozszerzający się został potwierdzony (przez prawo Hubble’a). Oprócz tego kryteria estetyczne w ocenie modeli matematycznych okazują się dość skuteczną heurystyką w ocenie ich prawdziwości. Pewien stopień realizmu pojęć to wręcz warunek uprawiania nauki, niezależnie od opinii samych uczonych.
Heller przychyla się do opinii wyrażanej m.in. przez Johna Baeza, że najbardziej uniwersalną i podstawową teorią matematyki jest teoria kategorii. Zastosowana do fizyki może być językiem, w którym uda się wyrazić w pełni relacyjną ontologię świata – realizując koncepcje Alfreda N. Whiteheada. Teoria kategorii również najlepiej odpowiada pojęciu pola racjonalności wprowadzonemu przez Józefa Życińskiego. Konkretne teorie matematyczne – jak algebra, analiza, topologia czy logika – to ludzkie realizacje fragmentów tego pola oraz jedne z wielu kategorii. Zdaniem Hellera twierdzenia Gödla o niezupełności mogą oznaczać, że ogół matematycznych faktów czy pole racjonalności jest nieskończone i niewyczerpywalne, a próby niesprzecznego ujęcia go przez skończoną aksjomatykę zawsze będą niezupełne. Heller żywi nadzieję, że dalszy rozwój metamatematyki pozwoli przekroczyć pewne ograniczenia twierdzeń Gödla – np. rozważając systemy z nieskończoną liczbą aksjomatów lub przesłanek, wnioskowania cykliczne albo aksjomaty zmienne, obejmując przez to szersze obszary pola racjonalności .

### Filozofia przypadku
W swojej Filozofii przypadku Heller zaproponował stanowisko pośrednie między interpretacją świata jako rezultatu bezcelowych przypadkowych zdarzeń, np. w koncepcji Ślepego zegarmistrza Richarda Dawkinsa, a tzw. inteligentnym projektem, według którego przypadkowość nie istnieje, a cały świat jest w sposób de facto deterministyczny celowo kierowany przez Boga. W miejsce tych skrajnych teorii filozoficznych Heller proponuje własną koncepcję wielkiej matrycy bądź, w odniesieniu do Einsteina, Boskiego zamysłu. Według niej przypadek jako zjawisko o (bardzo) niskim prawdopodobieństwie wystąpienia jest integralną częścią świata i dlatego nie wyklucza celowości, a nawet na nią wskazuje. W rozumieniu Hellera przypadki są konieczną częścią matrycy, na którą składa się też zbiór praw fizyki. To przypadki zadają warunki początkowe bądź brzegowe równaniom, które definiują trajektorie rozwoju (ewolucji) układów fizycznych. Bez przypadków prawa fizyki nie byłyby kompletne oraz nie mogłaby powstać złożoność.
Heller podkreśla też, że niejasne, intuicyjne znaczenie słowa przypadek można definiować nie tylko jako zdarzenie o prawdopodobieństwie mniejszym niż jeden. Inna definicja to przecięcie się niezależnych linii świata. Ilustracją jest choćby przykład podany już przez Arystotelesa w jego Fizyce – kiedy na rynku spotyka się dwóch znajomych, mimo że tego nie planowali, to jest to zdarzenie przypadkowe, bo dwa niezwiązane ciągi zdarzeń przecinają się w jednym miejscu i czasie. W podobnym sensie warunki początkowe i brzegowe są przypadkami względem praw fizyki.
Zdaniem polskiego uczonego pojęcia przypadku oraz prawdopodobieństwa mają długą i złożoną historię, która wpływa na kształt współczesnych dyskusji na ten temat. Przypadek już od Arystotelesa oznaczał pewien wyłom w racjonalności i zdarzenie nieprzewidywalne lub przeciwstawne celowi rzeczy. Prawdopodobieństwo także miało swoje zalążki już w antyku. Początkowo było pojęciem jakościowym, oznaczającym stopień niepewności, kiedy niemożliwe jest wnioskowanie niezawodne – np. w praktyce lekarskiej i sądowniczej. Odpowiada to współczesnej koncepcji prawdopodobieństwa Bayesa zwanego też subiektywnym. Nowożytne pojęcie narodziło się w XVII w. z wielu źródeł. Były wśród nich rozwój gier losowych, praca Logika z Port Royal oraz dzieła Blaise’a Pascala, Christiana Huygensa i Pierre’a Fermata, w których pojawiało się pod nazwą szansa. Istotnym źródłem pojęcia prawdopodobieństwa była też teologia chrześcijańska – właśnie na tym gruncie, w pracach Bernoulliego, pojawiło się pierwszy raz pod tą nazwą. Rozważania dotyczyły problemu łaski, wolnej woli oraz sporu między dominikańskim tomizmem a jezuickim molinizmem. W nowożytności prawdopodobieństwo przechodziło liczne metamorfozy, doczekując się wielu interpretacji oraz fachowego opracowania matematycznego. Jego ukoronowaniem jest definicja Kołmogorowa oparta na teorii miary. Pozwala ona na uogólnienia, m.in. tzw. prawdopodobieństwo nieprzemienne. Ono też może odegrać rolę we współczesnej fizyce, być może bardzo elegancką czy wręcz celową.
Zdaniem Hellera to wszystko przykłady na to, jak szerokimi pojęciami są prawdopodobieństwo i przypadek. Ich pochopna, niedoinformowana nadinterpretacja, jakiej dokonują zarówno Richard Dawkins, jak i William Dembski, świadczą o brakach w erudycji i prowadzą do pochopnych wniosków. Najpoważniejszy błąd to właśnie utożsamianie losowości i przypadku z bezsensem, a złożoności (rzekomo) niewytłumaczalnej fizycznie – z celowością, i to przy braku jasnych definicji każdego z tych pojęć.

## Poglądy teologiczne

### Krytykanowego ateizmu
W latach 90. Heller gościł w programie BBC Heart of the Matter (ang. Sedno sprawy). Odcinek God under the microscope (Bóg pod mikroskopem) był na temat relacji nauki i wiary, a jednym z uczestników dyskusji był Richard Dawkins. Dawkins uważa religię za zjawisko przestarzałe. Jego zdaniem nauka zgromadziła już wystarczająco dużo wiedzy, żeby odrzucić chrześcijańskie credo oraz uznać teologiczne wyjaśnienia za zbędne. Później, na początku XXI w., Dawkins rozpoczął aktywną kampanię na rzecz promocji ateizmu i krytyki religii – tzw. nowy ateizm. Krytykuje działalność Fundacji Templetona, której Michał Heller oraz Centrum Kopernika są beneficjentami. Dawkins i jego sojusznicy uważają Nagrodę Templetona za akt korupcji i faworyzowania tych uczonych, którzy wierzą w Boga lub przynajmniej nie wykluczają publicznie jego istnienia. W jednym z wywiadów Dawkins skrytykował naukowców stanu duchownego, uznając ich za dziwaków – z jednej strony docenia ich wiedzę i poziom, a z drugiej nie może pojąć ich wierzeń, które uważa za nieracjonalne, bo nie oparte na naukowych dowodach. Oprócz tego Dawkins i nowi ateiści deprecjonują znaczenie filozofii, uprawianej przez wielu apologetów, dla rozwoju współczesnej nauki.
Heller podjął się krytyki stanowiska Dawkinsa, mimo że szanuje jego dorobek biologiczny i sam popularyzuje biologię ewolucyjną. Przede wszystkim polski uczony podważa interpretacje nauki, jakich Dawkins dokonuje – kwestionując wręcz jego kompetencje w filozofii i zdolność odróżniania faktów, które są obiektywne, od interpretacji, które są subiektywne. Przykładowo bardzo negatywnie ocenił książkę Ślepy zegarmistrz, tytułując swoją recenzję Ślepy zoolog . W wywiadach i publicznych wystąpieniach nazywa przekonania Dawkinsa prymitywnymi i deklaruje, że trapiące go rozterki zdołał pojąć i odrzucić jako nastolatek. Heller zniechęca swoich słuchaczy do pójścia za nowym ateizmem, porównując twórczość tego ruchu do marksistowskich książeczek. Bezpośrednia polemika z Dawkinsem – czy raczej wytknięcie uchybień w jego interpretacji nauki – znajduje się na łamach Filozofii przypadku.

### Krytykafizykoteologii
Michał Heller wierzy w możliwość pogodzenia nauki i wiary, ale podkreśla, że religia nie może wkraczać w kompetencje nauki ani nie może uznawać wyników badań za potwierdzenie swoich tez. Podobne dążenia do naiwnego łączenia nauki z religią nazywa Bogiem od zapychania dziur (pojęcie wprowadzone przez Henry’ego Drummonda), konkordyzmem oraz fizykoteologią. Zwraca uwagę, że taka fizykoteologia ma swoje korzenie w XVII w. u początków nauki nowożytnej i została dawno zarzucona jako niezgodna z naturalizmem metodologicznym. Dlatego powrót do niej uważa za uwstecznienie. Jak sam pisze w książce Bóg i nauka – moje dwie drogi do jednego celu:

Gdzie powinniśmy szukać Boga, gdy myślimy o nauce? […] Nie powinno się Go szukać tam, gdzie dyskurs naukowy napotyka na problemy i ma trudności z wytłumaczeniem tego czy innego zjawiska, lecz tam, gdzie nauka odnosi sukcesy i oferuje nam właściwe zrozumienie Wszechświata.

#### Interpretacja Wielkiego Wybuchu

Diagram ilustrujący Wielki Wybuch

Na tej podstawie Heller krytykuje interpretowanie Wielkiego Wybuchu oraz początkowej osobliwości jako momentu stworzenia świata i dowodu na istnienie Stwórcy. Tę interpretację uznawał m.in. Edmund Whittaker, a pod jego wpływem także przez pewien czas papież Pius XII, który jednak został przekonany ostatecznie przez Georges’a Lemaître’a, współtwórcę teorii Wielkiego Wybuchu. Heller uważa, że podobny sposób myślenia o stworzeniu świata ma swoje źródło w filozofii Newtona. Czas zdaniem angielskiego uczonego miał być absolutny, ciągnący się od wieczności do wieczności, a w pewnym jego punkcie Stwórca powołał świat do istnienia.
Jednak takie podejście jest zdaniem Hellera chybione zarówno naukowo, jak i teologicznie. Istnieje możliwość, że znany Wszechświat mógł istnieć wcześniej, tak jak w modelu cyklicznym Friedmana lub konforemnej kosmologii cyklicznej Rogera Penrose’a. Istnieje też możliwość, że Wielki Wybuch był jednym z wielu podobnych wydarzeń – jak w modelu chaotycznej inflacji Lindego lub kosmicznego doboru naturalnego Lee Smolina. Gdyby którakolwiek z tych opcji była prawdziwa, argument za istnieniem Boga z Wielkiego Wybuchu zostałby skompromitowany, a wizja stworzenia świata musiałaby być znowu rewidowana.
Oprócz tego chrześcijańska teologia sugeruje, że stworzenie świata jest czym innym niż wydarzenie w przeszłości. Bardziej adekwatna jest koncepcja creatio continua, która polega na przygodności stworzonego Wszechświata oraz nieustannej zależności od koniecznego Stwórcy. Ta koncepcja nie pojawia się w Piśmie Świętym, lecz dojrzewała długo na gruncie filozofii i teologii. Jeszcze przed pojawieniem się chrześcijaństwa filozofia grecka spekulowała o trzech wariantach początku świata. Platon wierzył w Demiurga, który jednorazowo z pierwotnej materii (chora) stworzył świat wzorowany na ideach i umieścił go w cyklicznym czasie. Arystoteles uznawał świat odwieczny, który jest poruszany – jednak nie stworzony – przez Nieporuszonego Poruszyciela. Za to neoplatonicy jak Plotyn wierzyli, że stworzenie świata przez Boga jest nieustanną emanacją lub wyłanianiem się, podobnie jak światło jest wyświecane ze swojego źródła.
Początkowo chrześcijaństwo przyjmowało koncepcję neoplatońską. Następnie Augustyn z Hippony porównał stworzenie świata do stopy, która wyciska na piasku ślad i jest jego przyczyną, nawet jeśli ta sytuacja trwa odwiecznie. Boecjusz stworzył też koncepcję wieczności, według której Stwórca znajduje się poza czasem i ogląda go jednocześnie w całości. Finałem sformułowania koncepcji creatio continua ma być XIII wiek, kiedy filozofia Arystotelesa powróciła do Europy, wywołując liczne kontrowersje. Tomasz z Akwinu uważał, że na gruncie rozumu można udowodnić istnienie Boga, jednak nie można rozstrzygnąć, czy świat miał początek w czasie czy nie. Obie możliwości mają być zgodne z wiarą w Stwórcę, przy czym Tomasz powołał się na przykład podany przez Augustyna i wyraził podobne zdanie jak Majmonides. Początek świata w czasie miał być prawdą objawioną, a nie rozumową.
Heller uważa, że ta koncepcja jest wciąż aktualna. Początek czasu nie jest ani warunkiem koniecznym, ani wystarczającym do stworzenia świata przez Boga. Odwieczności Wszechświata nie można użyć jako argumentu przeciwko istnieniu Boga, więc wierzący nie powinni się jej obawiać. Analogicznie nie należy brać początku czasu w Wielkim Wybuchu za dowód istnienia Boga.

#### Antropiczne koincydencje i zasada antropiczna
Heller zabiera głos w szerokiej dyskusji na temat tzw. antropicznych koincydencji – dostrojenia praw fizyki i ich warunków początkowych do powstawania węglowego życia. Polski kosmolog przychyla się jedynie do słabej wersji zasady antropicznej sformułowanej przez Cartera. Zgadza się, że warunek istnienia obserwatora zawęża zbiór możliwych światów i ich obszarów, wśród których może on się znajdować. Przykładowo świadczy to o obfitości węgla, stabilności trajektorii planet, długim wieku Wszechświata itp. Ten fakt może być wykorzystywany do wnioskowań w astrofizyce i kosmologii, tak jak to robił Fred Hoyle.
Heller nie uznaje jednak tzw. wersji silnej – przekonania, że wszechświat zawierający obserwatora jest jedynym możliwym, że zasada antropiczna wystarcza do wyjaśnienia koincydencji albo że koincydencje świadczą o wielkim planie i celowej interwencji, jak głoszą Frank Tipler, Charles Townes, John Leslie i inni . Zdaniem Hellera różnica między słabą a silną wersją polega na tym, że ta pierwsza orzeka o kształcie praw fizyki i wieku Wszechświata, za to ta ostatnia – także o stałych fizycznych i warunkach początkowych.
Jednocześnie żadnej z nich nie uważa za teorię fizyczną, lecz za stwierdzenie faktu oraz w przypadku wersji silnej – postulowanie nienaukowych, celowościowych wyjaśnień. Duchowny dopuszcza wyjaśnienie pozornego dostrojenia stałych przez koncepcję Wieloświata (ang. Multiverse) i uważa ją za zgodną z doktryną chrześcijańską.

#### Krytykainteligentnego projektui ewolucji nadprzyrodzonej
Heller wyraźnie odrzuca koncepcję inteligentnego projektu w biologii (William Dembski, Michael Behe) – nie tylko z powodów naukowych, ale też teologicznych, uznając ją za nową formę herezji manichejskiej. Element przypadku w naturze – obserwowany wprost we Wszechświecie – miałby w tej koncepcji nie być stworzony przez Boga, lecz byłby przez niego zwalczany. To przeczy chrześcijańskiej tradycji i wierze w to, że Wszechświat został stworzony przez jednego Boga w całości (por. Interpretacja Księgi Rodzaju). Tym bardziej Heller krytykuje biblijny kreacjonizm „naukowy”. Jak pisze: (…) Bóg, posługując się prawami przyrody, wykorzystał nie co innego, ale właśnie przypadek, żeby stworzyć życie. (Zob. sekcja „Filozofia przypadku”).
Heller krytykuje też te koncepcje teologiczne, które akceptują ewolucję darwinowską, ale używają jej do nadinterpretacji i spekulacji. Zaznacza przykładowo, że Pierre Teilhard de Chardin oparł swoją koncepcję nadprzyrodzonej kosmicznej ewolucji na fałszywych przesłankach naukowych – wzrost złożoności jest procesem naturalnym, zgodnym z II zasadą termodynamiki i nie potrzebuje nadprzyrodzonych sił. Tym bardziej Heller odrzuca wzorowaną na Teilhardzie koncepcję punktu Omega Franka Tiplera i jego próby dowodzenia w bardzo spekulatywny sposób chrześcijańskiego credo.

#### Interpretacja Księgi Rodzaju i innych tekstów o stworzeniu

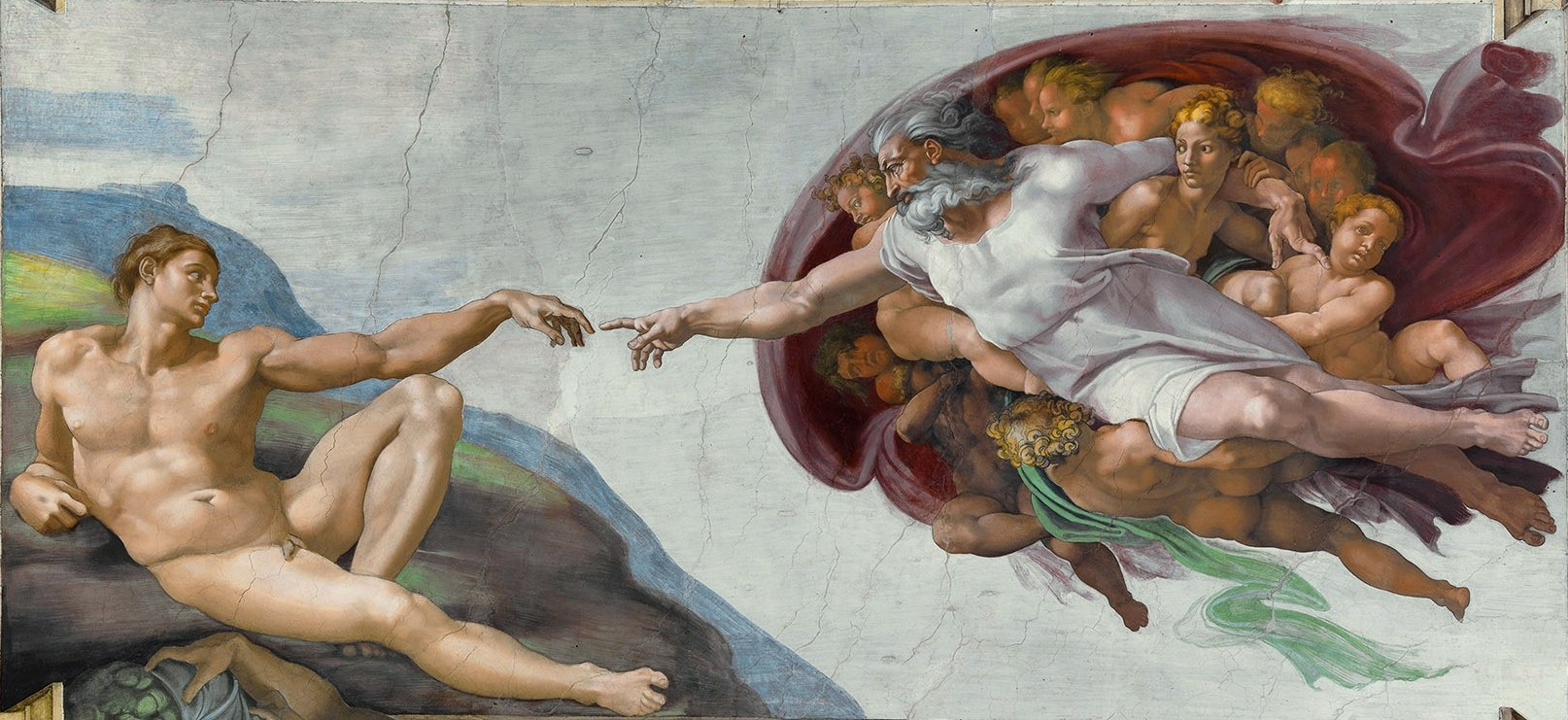
„Stworzenie Adama” – fresk z Kaplicy Sykstyńskiej autorstwa Michała Anioła

W świetle współczesnych badań naukowych pojawia się pytanie, jak należy interpretować biblijną Księgę Rodzaju, a konkretniej opowieść o stworzeniu świata, jako że treść dosłowna zupełnie nie przystaje do faktów. Heller jest przeciwny interpretowaniu tego tekstu jako metafory opowiadającej w uproszczony sposób ewolucję biologiczną i Wielki Wybuch. Analogie są zbyt luźne, zbyt arbitralne i takie interpretacje także stanowią podejście konkordystyczne.
Zamiast tego należy traktować ten tekst wyłącznie literacko i teologicznie. Budowa opowieści – złożona z dwóch triad – jest mnemotechniczna, co sugeruje ustny przekaz tekstu, długo przed zredagowaniem go w VI w. p.n.e. w czasie niewoli babilońskiej. W pierwszej triadzie Bóg rozdziela od siebie przeciwieństwa, jak światło i ciemność, niebo i ziemia, woda i ląd – tworząc tło dla późniejszych dzieł. Przez następne trzy dni Stwórca wypełnia te obszary ciałami niebieskimi oraz istotami żywymi. Jest to wyłącznie znak do odbiorców, że starotestamentowy Bóg Jahwe nie jest jednym z wielu bogów, lecz Bogiem jedynym – i stwórcą całego świata. Oprócz tego tekst jest podstawą do doktryny o stworzeniu z nicości, a nie pierwotnej materii, jak w wielu wierzeniach czy u Platona. Także sam Stwórca jest tam przedstawiony jako odwieczny, w przeciwieństwie do wielu mitologicznych bóstw, które w teogoniach i kosmogoniach wyłaniają się z pierwotnego chaosu. Heller poświęcił egzegezie początku Księgi Rodzaju swoją pracę magisterską z teologii.
Polski duchowny zaznacza, że Księga Rodzaju nie jest jedynym tekstem o stworzeniu świata i nie tylko ona powinna być brana pod uwagę przy formułowaniu chrześcijańskiej doktryny. Drugim tekstem o stworzeniu jest fragment deuterokanonicznej Księgi Machabejskiej z okresu hellenistycznego. Po raz pierwszy pojawia się tam wyraźne podkreślenie, że stworzenie świata to akt stworzenia z absolutnej nicości. Jeszcze innym tekstem o stworzeniu jest prolog Ewangelii Świętego Jana. Tamtejsze słowa o Logosie to znak integracji chrześcijaństwa z filozofią grecką. Logos ma być umysłem lub duszą świata, sprawiając że zamiast chaosu jest kosmosem – pojmowalnym ładem.
Zdaniem Hellera taka interpretacja Pisma Świętego nie jest zjawiskiem zupełnie nowym i wymuszonym tylko przez rozwój nauki, dlatego nie jest zmianą dotychczasowej doktryny. Już Ojcowie Kościoła, zwłaszcza ze szkoły aleksandryjskiej, przyjmowali interpretacje symboliczne i teologiczne. Augustyn nawet wprost zalecał interpretowanie alegoryczne tych fragmentów, które wydają się przeczyć prawdom rozumowym i wiedzy naukowej. Liczne sobory – aż do watykańskiego I włącznie – nigdy nie zabierały głosu w takich sprawach jak początek czasu albo przebieg stworzenia świata. Zawsze podkreślały kwestie teologiczne – takie jak stworzenie absolutnie wszystkiego, wbrew herezjom takim jak gnoza czy manicheizm. Dosłowne rozumienie Pisma Świętego miało początki w średniowieczu, do którego nie dotrwało wiele dzieł starożytnych, wiedza była budowana od podstaw, a liczne teksty żmudnie kopiowane bez pełnego zrozumienia.

### Krytyka koncepcjiNOMA
Mimo tego rozdzielenia metod Heller nie popiera w pełni koncepcji NOMA (Nieobejmujących się magisteriów, Non-overlapping magisteria) Stephena Goulda. Uważa, że nauka, filozofia i teologia od wieków się przeplatały i dostarczały sobie koncepcji oraz składają się na jeden obraz świata obecny w ludzkiej kulturze. Koncepcja dwóch rozłącznych prawd pojawia się już w starożytnej szkole aleksandryjskiej i pojawiła się ponownie w XIII w., w związku z arystotelizmem i awerroizmem. Podobną próbą rozdzielania wiary i nauki miał być neotomizm w duchu Jacques’a Maritaina, który wcale nie poprawił relacji tych dyscyplin. W długiej historii wzajemnych oddziaływań Heller zgadza się z historykami nauki Olafem Pedersenem i Jeanem Ladrière’em, uznając trzy etapy za kluczowe.
1. Patrystyka, zwłaszcza św. Augustyna – synteza chrześcijaństwa z platonizmem i szerszą myślą grecką, która była protoplastą nauki opartej na rozumie[215][216]. Doprowadziło to na przykład do krystalizacji koncepcji stworzenia z nicości (por. Michał Heller#Interpretacja Wielkiego Wybuchu). Wiąże się to z relacyjną koncepcją czasu, której Augustyn był prekursorem całe wieki przed Leibnizem[217]. Wiara w początek czasu, jednorazowe wcielenie i sąd ostateczny przyczyniły się do rozumienia czasu linearnie, a nie cyklicznie, jak to miało miejsce wcześniej[218][219]. Heller zbliża się do myśli m.in. Benedykta XVI, który także podkreśla wielką rolę filozofii greckiej w formowaniu się dojrzałego chrześcijaństwa. Papież nazywa chrześcijaństwo religią Logosu – o którym Heller wspomina wielokrotnie[220] . Próby całkowitego rozdziału wiary od rozumu – nie tylko naukowego, ale też filozoficznego – miały same złe skutki (por. Relacje filozofii i nauki).
2. Scholastyka, zwłaszcza tomizm – zastąpienie dominującego w teologii platonizmu przez bardziej rozbudowany arystotelizm. Początkowo prowadziło to do konfliktów (potępienie paryskie z 1270)[221], które jednak zostały zażegnane przez Tomasza z Akwinu[222]. Ta wielka synteza z XIII w. jest kontynuowana do dziś i jest zasługą kontaktu ze światem muzułmańskim, m.in. myślą Awicenny i Awerroesa. Geneza scholastyki jest powszechnie znana od dawna, jednak Heller zwraca też uwagę na fakt mniej znany i podkreślany od niedawna, tj. w XIX w. przez Pierre’a Duhema, a współcześnie przez Pedersena i Amosa Funkensteina. Tomizm przyczynił się do rozpowszechnienia empiryzmu[223][224]. Rozważania na temat boskiej wszechmocy doprowadziły do uformowania pojęcia prawa przyrody[225], rozpowszechnienia nominalizmu oraz woluntaryzmu, tj. przekonania że Bóg może zmienić zasady logiki i matematyki. Dlatego rozumowania a priori nie są konieczne ani niezawodne i muszą być uzupełnione przez doświadczenie[221]. Oprócz tego rozważania o Eucharystii przez Remigiusza Rzymianina, ucznia św. Tomasza, mogły doprowadzić do Newtonowskiego pojęcia masy jako miary ilości materii[226].
3. Nowożytna rewolucja naukowa – ostateczne zastąpienie arystotelizmu przez naukową metodę matematyczno-doświadczalną, znaną już Archimedesowi. Dokonali tego Galileusz i Isaac Newton; ten ostatni próbował godzić swoje odkrycia ze swoją wiarą. Jak było już wspomniane, Newton uznawał przestrzeń i czas za absolutne[227][228]. (Por. sekcje „Relacje filozofii i nauki”, „Interpretacja Wielkiego Wybuchu”). Miały one być sensoria Dei, „zmysłami Bożymi” oraz przykładami boskiej wszechobecności i wieczności[229][106] – myśl zaczerpnięta z pism teologicznych Isaaca Barrowa[230]. Oprócz tego Newton twierdził, że Układ Słoneczny oraz cały Kosmos pełen gwiazd są grawitacyjnie stabilne, mimo że według mechaniki klasycznej jest to wielce nieprawdopodobne – miało to dowodzić nieustannych poprawek wprowadzanych przez Stwórcę. Newton twierdził też, inaczej niż wielu poprzedników, że stworzenie świata nie jest ciągłym podtrzymywaniem go w istnieniu, być może odwiecznie (jak dopuszczał Tomasz z Akwinu i co podkreśla Heller), lecz było odległym w przeszłości momentem zadania warunków początkowych, po którym machina świata poszła w ruch. Takie rozumienie stworzenia przez Newtona doprowadziło zdaniem Hellera do współczesnych nieporozumień i sporów wokół Wielkiego Wybuchu[231][232]. Według tarnowskiego uczonego Newton popełnił w wielu miejscach błąd fizykoteologii[233], wytykany mu m.in. już przez Leibniza[234] i Berkeleya[235]. Dlatego konkordystyczne dążenia wielkiego fizyka nie przetrwały próby czasu. Już we francuskim oświeceniu fizyka Newtona stała się narzędziem agresywnego sekularyzmu i ateizmu (Voltaire, Laplace i inni)[236].

Heller ubolewa, że wśród wielkich uczonych XVII w. nie znalazł się katolicki duchowny, który tak jak Tomasz z Akwinu dokonałby syntezy teologii z nauką swojej epoki. Teologia katolicka wręcz zignorowała tę rewolucję intelektualną, pozostając przy arystotelizmie – co Heller uważa za archaizm. Podkreśla zasługi tomizmu w formowaniu się nowożytnej nauki, jednak jego zdaniem jest to filozofia przestarzała, nieaktualna, co jest jedną z przyczyn napięć między wiarą a nauką w czasach nowożytnych. Przez tę krytykę współczesnego tomizmu bywał określany (także przez siebie) jako chrześcijański pozytywista, deprecjonując rolę scholastycznej metafizyki i kurczowego trzymania się pojęć jak materia i forma, które jego zdaniem są dla fizyka nazwaniem tego samego w inny sposób .
Heller chwali zasługi Gottfrieda Leibniza, który mógł dokonać w XVII w. podobnej unifikacji co w XIII w. Tomasz. Niemiecki uczony dysponował filozofią i teologią bardziej nowoczesną niż tomizm, a jednocześnie znał rodzącą się fizykę i interpretował ją w bardziej wyrafinowany sposób niż Newton, co widać zwł. w korespondencji z Samuelem Clarkiem. Ten spójny światopogląd nie został jednak rozwinięty, gdyż Leibniz nie był katolickim duchownym ani nawet świeckim katolikiem. Tak powstał rozłam pojęciowy trwający do dziś – nowo narodzona nauka poszła za duchem Newtona i jego późniejszych interpretatorów, a katolicyzm okopał się w tomizmie (nieświadomie przejmując pewne wyobrażenia od Newtona). W zbliżeniu nie pomogła wcale odnowa tomizmu dokonana na koniec XIX w. – ten nurt polemizował z pozytywizmem, jednak przejmował przy tym pewne jego elementy. Sobór Watykański II otworzył teologię na inne prądy filozoficzne niż tomizm, ale nie doprowadził do nowej syntezy. Doprowadził też do rozpowszechnienia się w teologii swobodnej refleksji i filozofii kontynentalnej, dalej alienując ją od nauki.

### Propozycja dialogu
Heller podkreśla, że mimo tego, że nauka narodziła się w opozycji do religii, ich zbliżenie jest jednak współcześnie możliwe – i to w sposób inny niż skrytykowana wyżej fizykoteologia czy koncepcja nie obejmujących się magisteriów Goulda. W XX w. te relacje były trudne, bo klimat intelektualny nauki był pod silnym wpływem filozofii pozytywizmu, odrzucającego jakąkolwiek religię.
Mimo to upadek pozytywizmu (na rzecz m.in. popperyzmu), problemy fundamentalne w kosmologii czy mechanice kwantowej od ok. lat 70. doprowadziły do zwiększonego zainteresowania filozofią oraz historią nauki. Fizyka XIX i XX w. doprowadziła do rewizji pojęć filozoficznych takich jak przestrzeń, materia, czas i przyczynowość czy nawet rzeczywistość, co ma znaczenie także dla wiary.
Michał Heller twierdzi, że relacje między nowożytną nauką a religią katolicką nie układają się najlepiej także z powodów organizacyjnych. Program seminariów w ogóle nie obejmuje spraw nauki i wiary, a nauczany tam tomizm przestał być aktualny wraz z powstaniem nowożytnej nauki. Reforma tomizmu w XIX w. była połowicznym sukcesem. Sobór Watykański II nie wspomina o nauce prawie wcale i przeoczył wielką szansę, jaką był upadek pozytywizmu, na szukanie porozumienia ze współczesną nauką. Oprócz tego teologia zaczęła się opierać wyłącznie na filozofii kontynentalnej lub nawet żadnej, tracąc kontakt ze światem nauk ścisłych. Dlatego Heller proponuje nauczanie w seminariach filozofii analitycznej w duchu anglosaskim oraz podstawowych informacji o osiągnięciach współczesnej nauki, takich jak kosmologia. Uważa, że osiągnięcia współczesnej nauki mogą rzucić nowe światło na rozumienie tradycyjnych doktryn (por. sekcja „Natura Boga”). Polski uczony nie zgadza się też ze zmianą po II Soborze Watykańskim, jaką jest skupienie duchownych wyłącznie na duszpasterstwie, kosztem m.in. badań naukowych.
Oprócz tego cieszy się z bezpośredniej współpracy Stolicy Apostolskiej ze światem nauki. Utworzenie Watykańskiego Obserwatorium Astronomicznego (Specola Vaticana) oraz Papieskiej Akademii Nauk to cenne posunięcia, jednak to krople w morzu potrzeb. Ta współpraca zaowocowała gruntownym zbadaniem sprawy Galileusza i jego rehabilitacją, m.in. dzięki konferencji z maja 1984, a także konferencją na 300-lecie Principiów Newtona w 1987. Dzięki Akademii powstały też cenne publikacje na temat interpretacji współczesnej nauki Scientific Perspectives on Divine Action. Doczekały się zainteresowania ze strony świata naukowego – m.in. pozytywnych recenzji w „Nature” – oraz aprobaty Watykanu, ale bez większego odzewu teologów. Powodem może być właśnie niezrozumiałość współczesnej nauki dla hierarchii kościelnej. Proponuje poszerzenie projektu Obserwatorium o analogiczne instytuty fizyki teoretycznej, matematyki czy biologii molekularnej, bo ich zrozumienie jest kluczowe dla kontaktu ze współczesnym światem. Jego zdaniem nieformalne zaangażowanie pojedynczych księży w badania naukowe jest niewystarczające, a poza tym może się kończyć pseudonauką.

#### Wiara odpowiedzią na wielkie pytania
W toku debat pojawiają się (lub powracają z przeszłości) trzy pytania, na które zdaniem Hellera nauka odpowiedzieć nie może i prawdopodobnie nigdy nie będzie mogła. Dlatego to one, a nie konkretne odkrycia naukowe, są punktem wyjścia do osobistej refleksji i wiary w Boga. Te trzy wielkie pytania mają odpowiadać trzem klasycznym dziedzinom filozofii – ontologii (metafizyce), epistemologii i aksjologii.
1. Dlaczego istnieje raczej coś niż nic? (tzw. pytanie Leibniza)[260][261][262]. Odpowiedź, że powodem jest Stwórca, to forma argumentu kosmologicznego w wersji Leibniza. Ma ona tę przewagę np. nad wersją tomistyczną, że jest zupełnie niezależna od aparatu pojęciowego nauki i jej odkryć. Przykładowo dowody tomistyczne odwołują się do pojęcia substancji i przyczynowości między nimi, a przez to – do linearnego czasu, który na poziomie fundamentalnym (skala Plancka) może nie istnieć[263][264]. Jeśli istnienie znanego wszechświata zostanie wytłumaczone w ramach koncepcji Wieloświata (ang. Multiverse), to pytanie Leibniza pozostanie aktualne[190].
Oprócz tego Heller przychyla się do stanowiska Johna Leslie na temat pierwszej przyczyny. Ten kanadyjski filozof w książce The Puzzle of Existence: Why is there something rather than nothing? wydanej z Robertem Kuhnem uznał, że ostatecznym powodem istnienia świata, niewymagającym własnego źródła, jest dobro[265][266][267].
Heller odpiera zarzuty niektórych fizyków – np. Stephena Hawkinga czy Lawrence’a Kraussa – że fizyka może odpowiedzieć na powyższe pytanie bez żadnej filozofii czy wiary. Proponowany model kosmologiczny Hartle’a–Hawkinga co prawda opisuje powstanie Wszechświata z nicości, jednak zakłada on istnienie praw fizyki, których źródła nie wyjaśnia[268][269][270]. Nawet jeśli ta hipoteza jest prawdziwa, to Heller uważa takie stanowiska za nadinterpretację pojęć tego modelu[271][272][273][274]. Ponadto jest to model „zabawkowy”, niepotwierdzony obserwacyjnie i nieugruntowany w żadnej zaakceptowanej teorii fizycznej[275][276].
Heller odniósł się też do czysto filozoficznej odpowiedzi, jaką zaproponował amerykański filozof Peter van Inwagen. Zdaniem Inwagena nicość ma tylko jeden wariant, a byt może mieć nieskończenie wiele postaci. Dlatego istnienie nicości jest nieskończenie mniej prawdopodobne niż istnienie jakiegokolwiek bytu. Heller zaznacza jednak, że mimo błyskotliwości argumentu, nie jest on przekonujący. Nie można konsekwentnie stosować naiwnego rachunku prawdopodobieństwa do zbiorów nieskończonych – jak zbiór światów możliwych. Na tym zbiorze prawdopodobieństwo musi mieć pewien niejednostajny rozkład – i tutaj wybór miary probabilistycznej jest zupełnie arbitralny. Nawet jeśli faktycznie to prawdopodobieństwo jest przyczyną, problem pojawia się w nowej wersji – dlaczego takie, a nie inne lub żadne[277].
2. Jak racjonalnie uzasadnić racjonalność? Heller nawiązuje tutaj do Karla Poppera, który uważał rozumny dyskurs i używanie argumentów za wybór etyczny, ponieważ konieczności korzystania z intelektu nie da się obronić intelektualnie. Wybór ten miał być – nie do końca świadomie – dokonany w starożytnej Grecji, kiedy jońscy filozofowie przyrody, np. Tales, zaczęli budować pierwsze spekulacje na argumentach, a nie na mitologii[92]. Zadziwiająca skuteczność tej metody, zwłaszcza w nowożytnej nauce, to dowód istnienia obiektywnych wartości (jak właśnie racjonalność) oraz proces rozszyfrowywania Logosu – Boskiego planu. Odwoływanie się do racjonalności świata jako śladu Stwórcy można uznać za formę argumentu z projektu, jednak jest to postać zupełnie inna niż znany od XVII w. do dziś „dowód fizykoteologiczny”.
3. Jak możliwe są wartości? Prawda, piękno i dobro istnieją oraz mają się ujawniać we Wszechświecie. Dlatego mają świadczyć o istnieniu transcendencji, ponieważ nie dają się wyjaśnić w żaden naukowy sposób ani zredukować do innych pojęć. Po raz pierwszy podobne zdanie wyraził Immanuel Kant.

Oprócz powyższych argumentów za istnieniem Boga Heller poparł także zakład Pascala. Stwierdził też, że wiara w wieczną sprawiedliwość i dobro oraz istnienie zła we współczesnym świecie dają nadzieję na jego rekompensatę w życiu wiecznym. Przychylał się do opinii, że powszechne zmartwychwstanie nie musi być zawieszeniem znanych praw fizyki, lecz może się odbywać w radykalnie innej rzeczywistości, gdzie one nie obowiązują.

#### Natura Boga
Heller uważa, że Stwórca jest zarówno transcendentny, jak i immanentny. Koncepcja creatio continua oraz wiara w akt Boży w całości praw przyrody, bez poprawek czy „łatania dziur”, nie jest panteizmem jak u Spinozy i Einsteina. Ponadto za jedną z możliwych interpretacji nauki Heller uznaje panenteizm i uznaje go za zgodny z doktryną chrześcijańską. Współpracował z panenteistą Józefem Życińskim, choć podkreślał, że jego przekonania nie pokrywały się w pełni z tymi Życińskiego.
Polski duchowny zaznacza też, że współczesna fizyka wskazuje na nieadekwatność ludzkich intuicyjnych pojęć, takich jak czas i przestrzeń w potocznym rozumieniu, do opisu natury – przykładowo w skali Plancka. Tym bardziej codzienne kategorie i ludzki język nie mogą być adekwatne do opisu Stwórcy. Heller widzi w tym szansę na odrodzenie się teologii apofatycznej (negatywnej), obecnej głównie w chrześcijaństwie wschodnim, oraz doktryny analogii.
Jak było wspomniane wyżej, Heller jest przeciwny uznawaniu prawd wiary za kompletnie niezależne od rozumu i nie należy w ten sposób tolerować sprzeczności między nimi. Sprzeczności mogą się niekiedy pojawiać – między wiarą a rozumem, a także między różnymi prawdami wiary – przez nieadekwatność ludzkich pojęć do ich wyrażania oraz rozbudowaną strukturę ludzkich przekonań, niemożliwą do ułożenia w jeden system formalny. Wtedy pomocą w rozumowaniach teologicznych mogą być współczesne logiki parakonsystentne.

## Krytyka
Poglądy Michała Hellera, przydzielenie mu Nagrody Templetona i sama nagroda były skrytykowane m.in. przez amerykańskiego filozofa Roberta T. Carolla. Robert Caroll nie zgadza się z poglądem, że matematyczność świata miałaby dowodzić istnienia Boga.

## Członkostwa w towarzystwach naukowych

### Towarzystwa krajowe
- Polska Akademia Umiejętności (Wydział II Historyczno-Filozoficzny)
- Polskie Towarzystwo Astronomiczne
- Polskie Towarzystwo Fizyczne
- Polskie Towarzystwo Relatywistyczne
- Polskie Towarzystwo Teologiczne w Krakowie
- Towarzystwo Naukowe Katolickiego Uniwersytetu Lubelskiego Jana Pawła II

### Towarzystwa zagraniczne i międzynarodowe
- Papieska Akademia Nauk (1990)
- Petersburska Akademia Historii Nauki i Techniki (1996)
- Europejskie Towarzystwo Fizyczne
- Międzynarodowa Unia Astronomiczna
- International Society for General Relativity and Gravitation
- International Society for the Study of Time
- International Society for Science and Religion
- Center for Theology and Natural Sciences, Berkeley

## Wyróżnienia
Heller to laureat co najmniej 45 nagród, w tym dziesięciu doktoratów honorowych od polskich szkół wyższych (AGH, UKSW, PULS, PW, UJ, UPL, UŚ, UJPJ2, PRz, ANS). W latach 2006–2019 otrzymywał co najmniej po jednym wyróżnieniu rocznie.

### Nagrody od uczelni
1. 1996: Doktorat honoris causa Akademii Górniczo-Hutniczej w Krakowie[291]
2. 2001: Nagroda im. Księdza Idziego Radziszewskiego od Towarzystwa Naukowego KUL, za całokształt dorobku naukowego w duchu humanizmu chrześcijańskiego[292]
3. 2009: Doktorat honoris causa Uniwersytetu Kardynała Stefana Wyszyńskiego w Warszawie[293][26]
4. 2010: Doktorat honoris causa Uniwersytetu Przyrodniczego w Poznaniu[294][27]
5. 2012: Doktorat honoris causa Politechniki Warszawskiej[295][27]
6. 2012: Doktorat honoris causa Uniwersytetu Jagiellońskiego w Krakowie[296]
7. 2014: Doktorat honoris causa Uniwersytetu Przyrodniczego w Lublinie[297]
8. 2014: Znak wdzięcznej pamięci uniwersytetu (KUL)[298]
9. 2015: Doktorat honoris causa Uniwersytetu Śląskiego w Katowicach[299]
10. 2016: Doktorat honoris causa Uniwersytetu Papieskiego Jana Pawła II w Krakowie[300]
11. 2016: Medal „Plus ratio quam vis” od rektora Uniwersytetu Jagiellońskiego[301]
12. 2016: Odnowienie doktoratu na Katolickim Uniwersytecie Lubelskim[302]
13. 2018: Doktorat honoris causa Politechniki Rzeszowskiej im. Ignacego Łukasiewicza[303]
14. 2023: Doktorat honoris causa Akademii nauk Stosowanych w Tarnowie[304]

### Nagrody państwowe i odznaczenia
1. 1996: Medal Miasta Tarnowa[potrzebny przypis]
2. 2006: Złoty Krzyż Zasługi[305]
3. 2007: Nagroda Prezesa Rady Ministrów za 2006 rok za wybitny dorobek oraz osiągnięcia naukowe[306]
4. 2008: Honorowy Obywatel Miasta Tarnowa[307][308][309]
5. 2008: Tytuł Małopolanina Roku od Stowarzyszenia Gmin i Powiatów Małopolski[310]
6. 2009: Krzyż Komandorski z Gwiazdą Orderu Odrodzenia Polski[311]
7. 2010: Honorowy Obywatel Miasta Ropczyce[312]
8. 2011: Srebrny Medal Honorowy za Zasługi dla Województwa Małopolskiego[313]
9. 2014: Nagroda Specjalna w konkursie Popularyzator Nauki od PAP i MNiSW za całokształt działalności[314]
10. 2014: Order Ecce Homo – polskie odznaczenie kościelne, przeznaczone dla tych, którzy swą działalnością dowodzą prawdziwości słów: „człowiek to brzmi dumnie”[315].
11. 2014: Order Orła Białego za zasługi w nauce[316][317]
12. 2017: Medal Per Artem ad Deum od Papieskiej Rady Kultury[318]

### Inne nagrody
Heller otrzymał też nagrody od organizacji pozarządowych (towarzystw, stowarzyszeń i fundacji) związanych z działalnością naukową, wydawniczą, kulturalno-oświatową i medialną:

1. 1987: Nagroda im. Włodzimierza Zonna od Polskiego Towarzystwa Astronomicznego za popularyzację wiedzy o Wszechświecie[319]
2. 1988: Nagroda „Problemów” za popularyzację wiedzy o Wszechświecie[320][321]
3. 2000: Wyróżnienie Tarnoviae Merenti od Fundacji im. Hetmana Jana Tarnowskiego w Tarnowie[322]
4. 2000: Nagroda Naukowa im. Mikołaja Kopernika od Fundacji Miasta Krakowa, przyznana przez Polską Akademię Umiejętności w Krakowie, w dziedzinie filozofii za cztery książki[323]
5. 2001: Nagroda im. Profesora Hugona Steinhausa od Polskiej Fundacji Upowszechniania Nauki i Towarzystwa Popierania i Krzewienia Nauk[324]
6. 2008: Nagroda Templetona od Fundacji Templetona, którą podarował na Centrum Kopernika
7. 2008: Nagroda Krakowska Książka Miesiąca (wrzesień) od Śródmiejskiego Ośrodka Kultury za książkę Podglądanie wszechświata (wyd. Znak)[325]
8. 2010: Nagroda im. księdza Józefa Tischnera od miesięcznika i wydawnictwa „Znak” za całokształt twórczości[326]
9. 2010: Nagroda główna Złoty Feniks od Stowarzyszenia Wydawców Katolickich „za świadectwo życia szlachetnego kapłana i wybitnego uczonego (…)”[327]
10. 2012: Złoty Wiktor (Superwiktor Specjalny) od Akademii Telewizyjnej TVP[328]
11. 2013: Medal św. Jerzego nadawany przez „Tygodnik Powszechny”[329][330]
12. 2015: Laur umiejętności i kompetencji (Krzyształowy Laur z Diamentem) nadawany przez Regionalną Izbę Gospodarczą w Katowicach[331]
13. 2015: Złota Róża przyznawana na Festiwalu Nauki w Warszawie za książkę Bóg i geometria[332]
14. 2016: Medal za mądrość obywatelską nadawany przez miesięcznik „Kraków”[333]
15. 2018: Tytuł Wybitny Polak od fundacji „Teraz Polska”[334]
16. 2018: Nagroda imienia Stefanii Światłowskiej od VI Liceum Ogólnokształcącego im. Tadeusza Reytana w Warszawie[335].
17. 2019: Nagroda Totus Tuus nadawana przez Fundację „Dzieło Nowego Tysiąclecia” – nagroda specjalna[336]
18. 2022: Nagroda „Divinis et humanis” od Fundacji Akademia Jana Lubrańskiego[337].
19. 2022: Nagroda Polskiej Akademii Umiejętności im. Erazma i Anny Jerzmanowskich[338]

Naukowca upamiętniono też nazwą konferencji – w 2008 roku na UPJP2 zaczęto organizować coroczne spotkania interdyscypliarne „Wokół myśli Michała Hellera”.

## Publikacje

### Artykuły
Heller jest autorem lub współautorem ponad 100 artykułów fizycznych – w 13 czasopismach naukowych i wielu pracach zbiorowych wydanych jako książki. Oprócz wspomnianego „Acta Cosmologica” publikował też w:

- „Acta Physica Polonica B”,
- „Astrophysics and Space Science”,
- „Zeitschrift für Naturforschung”,
- „Physics Letters A”,
- „General Relativity and Gravitation”,
- „Physical Review D”,
- „Classical and Quantum Gravity”,
- „Journal of Mathematical Physics”,
- „Foundations of Physics”,
- „International Journal of Theoretical Physics”,
- „Demonstratio Mathematica”,
- „Concepts of Physics” (później „Universal Journal of Physics and Applications”).

Publikował m.in. z Markiem Demiańskim i Konradem Rudnickim. Ponadto jest autorem działu „Kosmologia” w Encyklopedii fizyki współczesnej PWN (1983).
Artykuły popularnofizyczne i historyczne ukazywały się w co najmniej siedmiu czasopismach:
- „Znak”,
- „Urania”,
- „Postępy Astronomii”,
- „Postępy Fizyki”,
- „Kwartalnik Historii Nauki i Techniki”,
- „The Astronomy Quarterly”,
- „Wiedza i Życie”.

Prace filozoficzne i teologiczne publikował w co najmniej osiemnastu periodykach:

- „Roczniki Filozoficzne”,
- „Studia Philosophiae Christianae”,
- „Analecta Cracoviensia”,
- „Studia Warmińskie”,
- „Ateneum Kapłańskie”,
- „Studia i Materiały z Dziejów Nauki Polskiej”,
- „Organon”,
- „Revue des Questions Scientifiques”,
- „Tarnowskie Studia Teologiczne”,
- „Communio”,
- „Z Zagadnień Filozofii Przyrodoznawstwa i Filozofii Przyrody” (seria wydawnicza UKSW),
- „Przegląd Powszechny”,
- „Jednota”,
- „Studia Filozoficzne”,
- „Theoria et Historia Scientiarum”,
- „Zygon”,
- „Filozofia nauki”,
- „Logos i Ethos”.

Heller jest też założycielem pisma „Zagadnienia Filozoficzne w Nauce” (1. numer w 1978) i autorem wielu artykułów w nim publikowanych. Ukazało się kilkadziesiąt numerów i były one wydawane w formie książkowej, początkowo bez numeru ISBN. Prace Hellera pojawiły się w łącznie około czterdziestu czasopismach.

### Książki
W ciągu przeszło pół wieku (1970–2023) Heller opublikował ponad 70 książek o łącznej liczbie ponad 140 wydań. Kilkanaście z jego dzieł ukazało się w językach obcych; obcojęzycznych wydań miał łącznie 23 w pięciu językach. Kilkanaście pozycji napisał ze współautorami, zarówno polskimi, jak i zagranicznymi.
Niżej podano publikacje książkowe podzielone według dominującej tematyki. Prace Michała Hellera na temat fizyki i kosmologii, zarówno naukowe, jak i popularne, przeplatają się z historią, metodologią, filozofią i teologią. Wiele z nich powstało na podstawie wcześniejszych artykułów popularnych.

#### Fizyka i kosmologia
1. 1970: Wobec Wszechświata, Znak
  - 1982: Encoutering the Universe (ang.), tłum. A. Potocki, red. G.W. Collins, II, Pachart Publishing House, Tucson, ISBN 09-1291-807-1.
  - 1994: Kosmiczna przygoda człowieka mądrego, Znak, ISBN 83-7006-323-3.
2. 1974: Spotkania z nauką, Znak
  - 2024: II wydanie, połączone z książką Jak być uczonym, ISBN 978-83-7886760-9.
3. 1976: Początek świata, Znak
4. 1981: The Science of Space-Time (ang.), wraz z Derkiem Jeffreyem Raine’em, Pachart Publishing House, Tucson, ISBN 09-1291-812-8.
  - 1993: Fizyka ruchu i czasoprzestrzeni, PWN, ISBN 83-0111-249-2.
5. 1983: Ewolucja kosmosu i kosmologii, PWN, Warszawa, ISBN 83-0104-618-X.
  - 1985: II wydanie, ISBN 83-0104-618-X.
  - 2005: wznowienie, Granice kosmosu i kosmologii, Scholar, Warszawa, ISBN 83-7383-163-0.
6. 1985: Cosmology of Lemaître (ang.), wraz z Odonem Godartem (History of Astronomy Series, vol. 3), Pachart Publishing House, Tucson, ISBN 08-8126-283-8.
  - 1996: Lemaître, Big Bang and the Quantum Universe (with His Original Manuscript) (ang.), Pachart, Tucson, ISBN 978-08-8126-285-8.
  -  2008: Kosmologia Lemaître’a, Wydawnictwa Uniwersytetu Warszawskiego, ISBN 978-83-2350-402-3.
  - 2020: Jedna chwila w dziejach wszechświata. Lemaître i jego Kosmos, CC Press, ISBN 978-83-7886-434-9.
7. 1986: Questions to the Universe – Ten Lectures on the Foundations of Physics and Cosmology (ang.), Pachart Publishing House, Tucson, ISBN 08-8126-008-8.
8. 1988: Teoretyczne podstawy kosmologii. Wprowadzenie do globalnej struktury czasoprzestrzeni, PWN, ISBN 83-0107-243-1.
  - 1992: Theoretical Foundations of Cosmology – Introduction to the Global Structure of Space-Time (ang.), World Scientific, Singapore–London, ISBN 978-98-1020-756-4.
9. 1991: U istokow kosmołogii: Fridman i Lemetr (ros.), wraz z Arturem D. Czerninem, Izd. Znanie, Moskwa, ISBN 50-7002-053-6.
  - 2005: Los origenes de la cosmologia – Friedman y Lemaître (hiszp.), Editorial URSS – Libros de ciencia, Moscu (przekład z ros.), ISBN 978-53-5401-145-2.
10. 1991: Osobliwy Wszechświat – wstęp do teorii klasycznej osobliwości kosmologicznej, PWN, ISBN 83-0110-079-6.
11. 1994: Wszechświat u schyłku stulecia, Znak, ISBN 83-7006-348-9.
12. 1995: Szczęście w przestrzeniach Banacha, Znak, ISBN 83-7006-367-5.
  - 1997: II wydanie, ISBN 83-7006-635-6.
13. 1995: Wieczność – czas – kosmos, Znak, ISBN 83-7006-319-5.
14. 1996: Mechanika kwantowa dla filozofów, Biblos, ISBN 83-8538-082-5.
  - 2011: II wydanie, ISBN 978-83-7332-551-7.
  - 2014: wznowienie, jako Elementy mechaniki kwantowej dla filozofów, CC Press, ISBN 978-83-7886-066-2.
15. 2001: Kosmologia kwantowa, Prószyński i S-ka, Warszawa, ISBN 83-7255-054-9.
16. 2002: Początek jest wszędzie. Nowa hipoteza pochodzenia Wszechświata, Prószyński i S-ka, ISBN 83-7255-127-8.
17. 2005: Some Mathematical Physics for Philosophers (ang.), Pontifical Council for Culture, Pontifical Gregorian University, Vatican City–Rome, ISBN 978-88-2097-724-5.
18. 2008: Podglądanie wszechświata, Znak, ISBN 978-83-2400-958-9.
  - 2011: II wydanie, razem z nagraniami Drogami myślących z 2004, ISBN 978-83-2401-854-3.
19. 2008: Ostateczne wyjaśnienia wszechświata, Universitas, ISBN 978-83-2420-913-2.
  - 2012: II wydanie, ISBN 978-83-2422-200-1.
  - 2009: Ultimate explanations of the universe (ang.), tłum. Teresa Bałuk-Ulewiczowa, Springer, ISBN 978-36-4202-102-2.
20. 2017: Przestrzenie Wszechświata. Od geometrii do kosmologii, CC Press, ISBN 978-83-7886-297-0.
21. 2021: Nieskończenie wiele wszechświatów. Od Einsteina do nieskończoności, CC Press, ISBN 978-83-7886582-7.
22. 2023: Teoria względności Mikołaja Kopernika, CC Press, ISBN 978-83-7886721-0.

#### Filozofia i historia nauki
1. 1980: Zagadnienia filozoficzne współczesnej nauki – wstęp do filozofii przyrody, wraz z Mieczysławem Lubańskim i Szczepanem W. Ślagą, Akademia Teologii Katolickiej (potem UKSW), Warszawa
  - 1982: II wydanie
  - 1992: III wydanie, ISBN 83-7072-004-8.
  - 1997: IV wydanie, ISBN 83-7072-086-2.
2. 1980: Wszechświat i filozofia: szkice z historii i filozofii nauki, wraz z Józefem Życińskim, Polskie Towarzystwo Teologiczne, Kraków
  - 1986: II wydanie
  - 2015: wznowienie, CC Press, ISBN 978-83-7886-163-8.
3. 1984: Usprawiedliwienie Wszechświata, ISBN 83-7006-184-2.
  - 1995: II wydanie, ISBN 83-7006-398-5.
4. 1988: Wszechświat: maszyna czy myśl? Filozofia mechanicyzmu: powstanie, rozwój, upadek, wraz z Józefem Życińskim, PTT, ISBN 83-8501-733-X.
  - 1996: II wydanie, Biblos
  - 2014: wznowienie, CC Press, ISBN 978-83-7886-105-8.
5. 1988: Nowa fizyka – perspektywy trwającej rewolucji (wydruk), Biblos
6. 1988: Czy Wszechświat jest indeterministyczny? (wydruk), Biblos, Tarnów
7. 1990: Aleksander Koyré – filozoficzna droga historyka nauki (wydruk), Biblos
8. 1992: Filozofia świata. Wybrane zagadnienia i kierunki filozofii przyrody, Znak, ISBN 83-7006-039-0.
  - 2004: wznowienie, Filozofia przyrody: wstęp historyczny, Znak, ISBN 83-2400-480-7.
  - 2013: wznowienie, Logos Wszechświata. Zarys filozofii przyrody, ISBN 978-83-2402-074-4.
  - 2011: Philosophy in Science: An Historical Introduction (ang.), Springer, ISBN 978-36-4217-704-0.
  - 2014: II wydanie, Springer, ISBN 978-36-4244-651-1.
9. 1992: Filozofia nauki – wprowadzenie, Papieska Akademia Teologiczna (potem UPJPII), Kraków, ISBN 83-8524-517-0.
  - 2008: II wydanie, Petrus, Kraków, ISBN 978-83-7720-128-2.
  - 2016: wznowienie, CC Press, ISBN 978-83-7886-251-2.
10. 1995: Nauka i wyobraźnia, Znak, ISBN 83-7006-375-6.
11. 1997: Uchwycić przemijanie, Znak, ISBN 83-7006-466-3.
  - 2010: II wydanie, ISBN 978-83-2401-338-8.
  - 2020: nowe wydanie, CC Press, ISBN 978-83-7886549-0.
12. 1998: Czy fizyka jest nauką humanistyczną?, Biblos, ISBN 83-8688-963-2.
  - 2014: wznowienie, Czy fizyka i matematyka to nauki humanistyczne?, wraz ze Stanisławem Krajewskim, CC Press, ISBN 978-83-7886-078-5.
  - 2016: nowe wydanie, z pierwotnym tytułem, ISBN 978-83-7886-231-4.
13. 2002: Czas i przyczynowość, Towarzystwo Naukowe KUL, Lublin, ISBN 83-7306-053-7.
14. 2004: Drogami myślących – wykłady o nauce, wszechświecie i nieskończoności (audiobook – 4 płyty CD),
  - II wydanie – dołączone do II wydania książki Podglądanie wszechświata w 2011
15. 2006: Filozofia i wszechświat – wybór pism, Universitas, Kraków, ISBN 83-2420-542-X.
  - 2008: II wydanie, ISBN 978-83-2420-810-4.
  - 2012: III wydanie, ISBN 978-83-2422-200-1.
16. 2007: Elementy filozofii przyrody, wraz z Tadeuszem Pabjanem, Biblos, ISBN 978-83-7332-470-1.
  - 2014: II wydanie, CC Press, ISBN 978-83-7886-065-5.
17. 2007: Pojmowalny wszechświat, wraz z George’em Coyne’em, seria „Na ścieżkach nauki”, Prószyński i S-ka, ISBN 978-83-7469-557-2.
  - 2008: A Comprehensible Universe. The Interplay of Science and Theology (ang.), Springer, New York, pp. XIV+160, ISBN 978-35-4077-624-6, ISBN 978-36-4209-637-2.
  - 2009: Un Universo comprensibile. Interazione tra Scienza e Teologia (wł.), Springer-Verlag Mailand, ISBN 978-88-470-1371-1.
18. 2010: Matematyczność przyrody, wraz z Józefem Życińskim, Petrus, ISBN 978-83-7720-192-3.
19. 2011: Filozofia przypadku – kosmiczna fuga z preludium i codą, CC Press, ISBN 978-83-7886-005-1.
  - 2012: Philosophy of Chance. A cosmic fugue with a prelude and a coda (ang.), CC Press, ISBN 978-83-7886-000-6.
  - 2013: II wydanie, oprawa twarda, ISBN 978-83-7886-016-7.
  - 2015: III wydanie, kieszonkowe, ISBN 978-83-7886-158-4.
  - 2017: IV wydanie, ISBN 978-83-7886-283-3.
20. 2013: Filozofia kosmologii, CC Press, ISBN 978-83-7886-020-4.
  - 2016: Nowe wydanie, kieszonkowe, CC Press, ISBN 978-83-7886-216-1.
21. 2014: Granice nauki, CC Press, ISBN 978-83-7886-049-5.
  - 2018: II wydanie, CC Press, ISBN 978-83-7886-355-7.
22. 2018: Ważniejsze niż Wszechświat, CC Press, ISBN 978-83-7886-386-1.
23. 2019: Spór o rozumienie, wraz z Bartoszem Brożkiem i Jerzym Stelmachem, CC Press, ISBN 978-83-7886-455-4 (ebook: 978-83-7886-456-1).
24. 2021: Szkice z filozofii głupoty, wraz z Bartoszem Brożkiem i Jerzym Stelmachem, CC Press, ISBN 978-83-7886535-3.
25. 2023: Ciekawość, wraz z Bartoszem Brożkiem i Jerzym Stelmachem, CC Press, ISBN 978-83-7886742-5.

#### Teologia – prace akademickie
1. 1981: Wszechświat i Słowo, Znak
  - 1986: The World and the Word – Between Science and Religion (ang.), tłum. Adam Chester Kisiel, Pachart Publishing House, Tucson, ISBN 978-08-8126-724-2.
  - 1994: II wydanie, ISBN 83-7006-394-2.
2. 1983: Drogi myślących, wraz z Józefem Życińskim, PTT, ISBN 83-0000-593-5.
  - 1985: II wydanie, ISBN 83-0000-593-5.
3. 1990: Dylematy ewolucji, wraz z Józefem Życińskim, PTT, ISBN 83-8501-745-3.
  - 1996: II wydanie, Biblos, ISBN 83-8538-095-7.
  - 2016: III wydanie, wraz z Mateuszem Hoholem, Łukaszem Kwiatkiem, Tadeuszem Pietruchą i Kingą Wołoszyn, CC Press, ISBN 978-83-7886-212-3.
4. 1992: Nowa fizyka i nowa teologia, Biblos, ISBN 83-8538-005-1.
  - 1996: The New Physics and a New Theology (ang.), tłum. George V. Coyne, Vatican Obserwatory Publications, ISBN 02-6801-479-5.
  - 2009: Nuova fisica e nuova teologia (wł.), tłum. z j. ang. S. Giovannini, T. M. Sierotowicz, wyd. San Paolo Edizioni, Cinisello Balsamo, ISBN 978-88-2156-409-3.
  - 2014: II wydanie, CC Press, ISBN 978-83-7886-108-9.
  - 2016: Nowe wydanie (kieszonkowe), CC Press, ISBN 978-83-7886-221-5.
5. 2002: Sens życia i sens wszechświata. Studia z teologii współczesnej, Biblos, ISBN 83-7332-049-0.
  - 2006: Der Sinn des Lebens und der Sinn des Universums – Moderne theologische Studien (niem.), tłum. Sven Sellmer, Suhrkamp Verlag, Frankfurt am Main, ISBN 35-1841-847-5.
  - 2008: II wydanie, ISBN 978-83-7332-592-0.
  - 2010: The Sense of Life and the Sense of the Universe (ang.), Copernicus Center Press, ISBN 978-83-6225-902-1.
  - 2013: wznowienie, CC Press, ISBN 978-83-7886-048-8.
  - 2014: nowe wydanie, oprawa twarda, ISBN 978-83-7886-098-3.
  - 2015: wydanie kieszonkowe, ISBN 978-83-7886-157-7.
6. 2003: Creative Tension. Essays On Science & Religion (ang.), Templeton Foundation Press, Philadelphia–London, ISBN 19-3203-134-0.
  - 2005: Tworczieskij konflikt (ros.), Bibliejsko-Bogosławskij Institut, sw. Apostoła Andrieja, Moskwa, ISBN 978-58-9647-118-9.
  - 2012: Tensione creativa. Saggi sulla scienza e sulla religione (wł.), tłum. Marina Alfano, Rosolino Buccheri, wyd. Akousmata. Orizzonti dell’ascolto, Ferrara, ISBN 978-88-9041-805-1.
7. 2009: Teologia i Wszechświat, Biblos, ISBN 978-83-7332-659-0.
8. 2012: Wszechświat jest tylko drogą – kosmiczne rekolekcje, Znak, ISBN 978-83-2401-885-7.
  - 2018: II wydanie, CC Press, ISBN 978-83-7886-358-8.
9. 2013: Stworzenie i początek wszechświata, wraz z Tadeuszem Pabjanem, CC Press, ISBN 978-83-7886-130-0.
  - 2013: nowe wydanie, oprawa twarda, ISBN 978-83-7886-043-3.
  - 2015: wydanie kieszonkowe, ISBN 978-83-7886-159-1.
10. 2015: Bóg i geometria. Kiedy przestrzeń była Bogiem, CC Press, ISBN 978-83-7886-165-2.
  - 2016: II wydanie, CC Press, ISBN 978-83-7886-220-8.
11. 2019: Nauka i Teologia – niekoniecznie tylko na jednej planecie, CC Press, ISBN 978-83-7886-467-7

#### Duszpasterstwo
1. 1991: Rozmowy w nocy. Rekolekcyjne zamyślenia o sobie i Wszechświecie, Biblos, ISBN 83-8538-001-9.
  - 2002: II wydanie, ISBN 83-7332-095-4.
2. 2000: Rekolekcje, Znak, ISBN 83-7006-963-0.
3. 2014: 10.30 U Maksymiliana, CC Press, ISBN 978-83-7886-126-3.
4. 2015: Zakład o życie wieczne i inne kazania krótkie, CC Press, ISBN 978-83-7886-203-1.
5. 2017: Daj nam oczy widzące. Kazania krótkie, CC Press, ISBN 978-83-7886-345-8.
6. 2021: Gdy rozerwą się więzy czasu... Kazania krótkie, CC Press, ISBN 978-83-7886564-3.
7. 2022: Pytanie glinianego garnka. Kazania krótkie o wojnie i pokoju, CC Press, ISBN 978-83-7886674-9.

#### Dzieła osobiste i inne
1. 1993: Moralność myślenia, Biblos, ISBN 83-8538-015-9.
  - 2015: II wydanie, CC Press, ISBN 978-83-7886-138-6.
2. 2006: Podróże z filozofią w tle, Znak, ISBN 83-2400-653-2.
  - 2014: II wydanie, ISBN 978-83-2403-112-2.
  - 2017: nowe wydanie, ISBN 978-83-7886-317-5.
3. 2009: Jak być uczonym, Znak, ISBN 978-83-2401-187-2.
  - 2017: II wydanie, CC Press, ISBN 978-83-7886-315-1.
  - 2024: III wydanie, połączone z książką Spotkania z nauką, ISBN 978-83-7886760-9.
4. 2010: Pasja wiedzy, wraz z Józefem Życińskim, Petrus, ISBN 978-83-7720-172-5.
5. 2012: La scienza e Dio (wł.), wraz z Giulio Brottim, wyd. La Scuola, Brescia, ISBN 978-88-3502-959-5.
  - 2013: Bóg i nauka – moje dwie drogi do jednego celu, tłum. E. Nicewicz-Staszowska, CC Press, ISBN 978-83-7886-160-7.
  - 2014: II wydanie, ISBN 978-83-7886-135-5.
6. 2016: Wierzę, żeby zrozumieć. Z Michałem Hellerem rozmawiają Wojciech Bonowicz, Bartosz Brożek i Zbigniew Liana, CC Press i Znak, ISBN 978-83-2403-402-4.
  - 2021: II wydanie, Znak, ISBN 978-83-2406213-3.

## Prace poświęcone Michałowi Hellerowi
1. 1996: Przestrzenie księdza Cogito. Księdzu Michałowi Hellerowi w sześćdziesiątą rocznicę urodzin, red. Stanisław Wszołek, Biblos, ISBN 83-85380-98-1.
2. 2010: Michael Heller. Doctor honoris causa Universitatis Studiorum Naturalium Posnaniensis, praca zbiorowa, Poznań, Uniwersytet Przyrodniczy, ISBN 978-83-7160-608-3.
3. 2011: Oblicza racjonalności. Wokół myśli Michała Hellera, red. B. Brożek, J.Mączka, W.P. Grygiel, Mateusz L. Hohol, CC Press, ISBN 978-83-6225-923-6.
4. 2014: Teologia nauki według ks. Michała Hellera, Wiesław Macek, Wydawnictwo UKSW, ISBN 978-83-6418-132-0.
5. 2014: Nie pytajcie dlaczego, Maria Mierzyńska, CC Press, ISBN 978-83-7886-104-1.
6. 2016: Promotio doctoris honoris causa Pontificiae Universitatis Cracoviensis Ioannis Pauli II Reverendissimus professor Michael Heller, praca zbiorowa, red. Monika Wiertek, Kraków, Wydawnictwo Naukowe UPJP2, ISBN 978-83-7438-523-7.